# Kaliforniai Egyetem (Berkeley)
A Kaliforniai Egyetem (Berkeley)  (angolul University of California, Berkeley, UCB) állami kutatóegyetem a kaliforniai Berkeleyben. Az 1868-ban University of California néven alapított egyetem az állam első egyeteme és a Kaliforniai Egyetemrendszer első campusa. Tizennégy kara és iskolája több mint 350 diplomaprogramot kínál, és mintegy 31 000 egyetemi és 12 000 posztgraduális hallgatót vesz fel. A Berkeley-t a világ legjobb egyetemei között tartják számon a legnagyobb oktatási kiadványok.
Az Amerikai Egyetemek Szövetségének alapító tagja, a Berkeley számos vezető kutatóintézetnek ad otthont, köztük a Matematikai Tudományok Kutatóintézetének és az Űrtudományi Laboratóriumnak. A Berkeley, Livermore és Los Alamos három nemzeti laboratóriummal alapított és tart fenn szoros kapcsolatot, és kiemelkedő szerepet játszott számos tudományos előrelépésben, a Manhattan tervtől kezdve a 16 kémiai elem felfedezésén át a számítástechnika és a genomika területén elért áttörésekig. Berkeley a politikai aktivizmusról és az 1960-as évek szabad beszéd mozgalmáról is ismert.
A Berkeley atlétikai csapatai, amelyek California Golden Bears néven elsősorban a Pac-12 konferenciában versenyeznek, 107 nemzeti bajnokságot nyertek, diákjai és öregdiákjai pedig 223 olimpiai érmet (köztük 121 aranyérmet) nyertek.
A Berkeley öregdiákjai és oktatói között 114 Nobel-díjas, 25 Turing-díjas, 14 Fields-érmes, 28 Wolf-díjas, 103 MacArthur "Genius Grant" díjazott, 30 Pulitzer-díjas és 19 Oscar-díjas van. Az egyetem hét állam- vagy kormányfőt, hat főbírót, köztük Earl Warrent, az Egyesült Államok főbíróját, 22 kabinetszintű tisztviselőt, 11 kormányzót és 25 élő milliárdost nevelt ki. Az egyetem a Fulbright-ösztöndíjasok, MacArthur-ösztöndíjasok és Marshall-ösztöndíjasok egyik legjelentősebb kibocsátója. A Berkeley öregdiákjai, akik széles körben elismertek vállalkozói tevékenységükről, számos neves vállalatot alapítottak, köztük az Apple-t, a Teslát, az Intelt, az eBay-t, a SoftBankot, az AIG-t és a Morgan Stanley-t.

## Elnevezés
Hivatalosan a Kaliforniai Egyetem, Berkeley, nevét gyakran Berkeley-re rövidítik általános hivatkozással vagy tudományos kontextusban (www.berkeley.edu, Berkeley Law, Berkeley Public Health, Berkeley Haas), illetve Kaliforniára vagy Cal-ra, különösen a sportcsapatokra utalva (California Golden Bears).

## Története

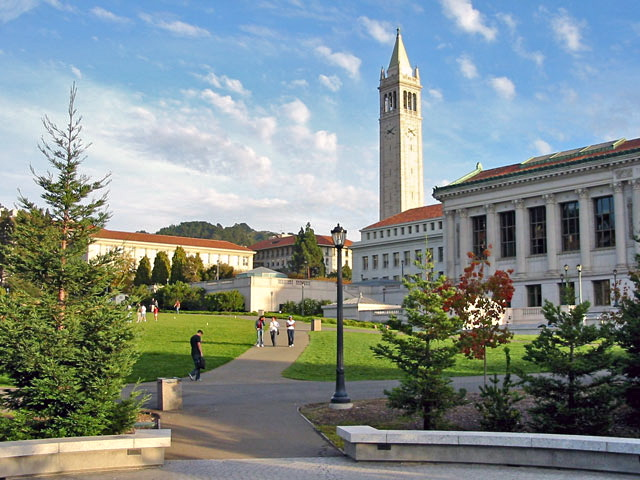
Kilátás a Memorial Glade-ről a Sather-toronyra (Campanile), a Berkeley központjára - harangjainak és órájának csengése az egész egyetemről hallható

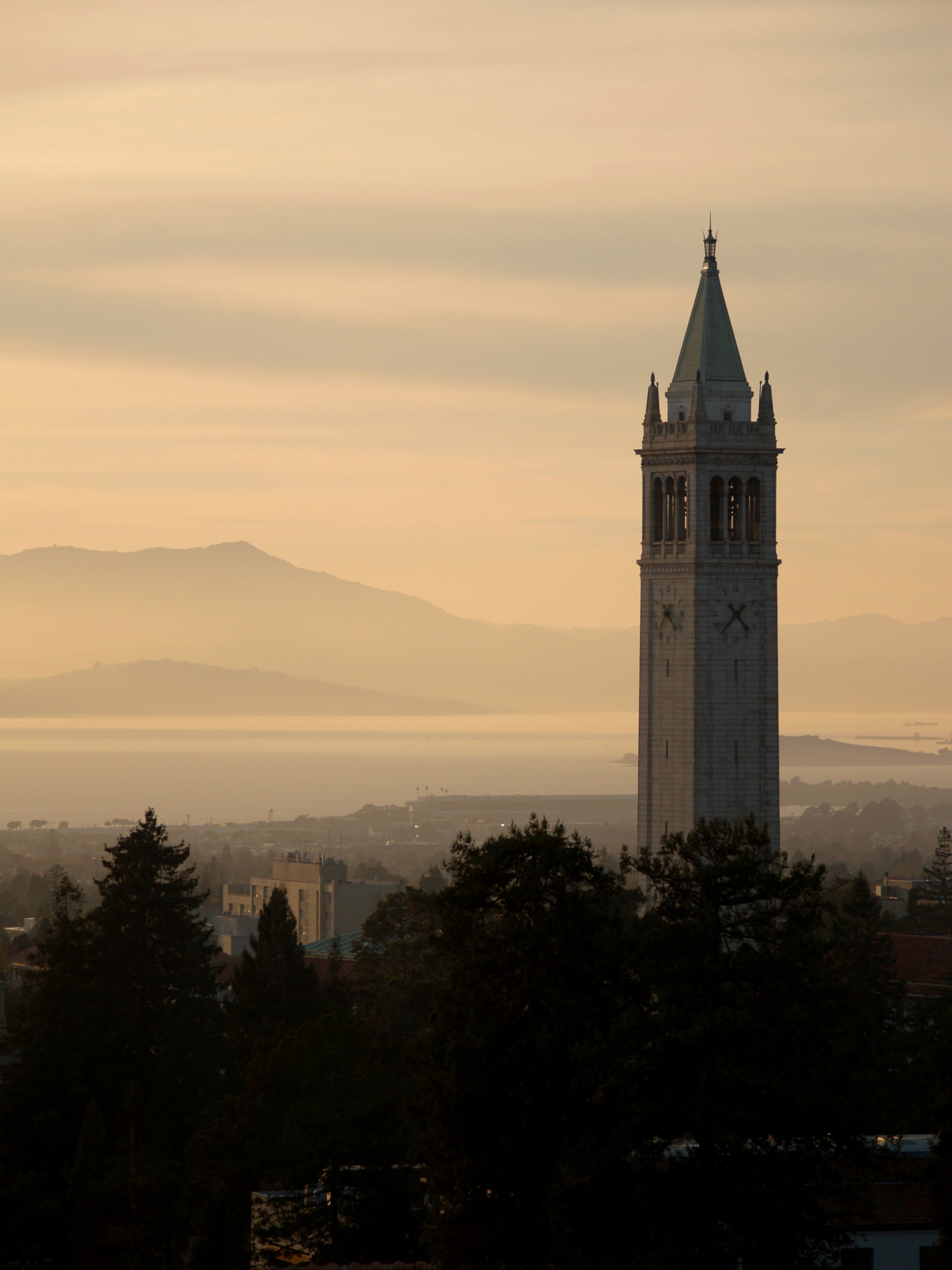
A Sather-torony (Campanile) a San Franciscói-öbölre és a Tamalpais-hegyre néz

### Alapítás
Lincoln elnök 1862-ben írta alá a Morrill-törvényt, amely lehetővé tette a Kaliforniai Egyetem megalapítását 1868-ban. Az állam első földalapú egyetemeként az egyetem örökölte a Kaliforniai Magánfőiskola földterületét és létesítményeit, valamint egy állami mezőgazdasági, bányászati és gépészeti főiskola szövetségi finanszírozásra való jogosultságát. Az alapító okirat kimondja, hogy "az egyetem célja, hogy a tudomány, az irodalom és a művészet, az ipari és szakmai tevékenységek, valamint az általános műveltség minden területén oktatást és alapos és teljes körű képzést biztosítson, továbbá a szakmákra való felkészítést szolgáló speciális tanfolyamokat".
Tíz oktató és 40 férfi hallgató alkotta a fiatal egyetemet, amikor 1869-ben megnyílt Oaklandben. Frederick H. Billings, a College of California kurátora azt javasolta, hogy az Oaklandtől északra fekvő új egyetemi helyszínt az angol-ír filozófus George Berkeley tiszteletére nevezzék el. Az egyetem a következő évben kezdte meg a nők felvételét. 1870-ben Henry Durant, a Kaliforniai Főiskola alapítója lett az egyetem első elnöke. A North és South Halls befejezésével 1873-ban az egyetem 167 férfi és 22 női hallgatóval költözött Berkeley-be. Az első női hallgató, aki 1874-ben diplomázott, Rosa L. Scrivener volt, akit az 1870-es első női osztályba vettek fel.
1891-től kezdődően Phoebe Apperson Hearst számos programot és új épületet finanszírozott, és 1898-ban nemzetközi versenyt szponzorált a belgiumi Antwerpenben, ahol Émile Bénard francia építész benyújtotta a campus győztes tervét.

### 20. század
1905-ben Sacramento közelében létrehozták a University Farmot, amelyből végül a Kaliforniai Egyetem, Davis lett. 1919-ben a Los Angeles State Normal School lett az egyetem déli ága, amely végül a Los Angeles-i Kaliforniai Egyetem lett.  Az 1920-as évekre a campus épületeinek száma jelentősen megnőtt, és húsz, John Galen Howard építész által tervezett épületet foglalt magában.
1917-ben a Berkeley-ben hozták létre az ország egyik első ROTC-programját, és a Katonai Repülőiskola megkezdte a pilóták, köztük Jimmy Doolittle tábornok képzését. A Berkeley ROTC öregdiákjai közé tartozik Robert McNamara volt védelmi miniszter, Frederick C. Weyand, a hadsereg vezérkari főnöke,16 más tábornok és Theresa Claiborne százados. 1926-ban a későbbi flottaadmirális, Chester W. Nimitz megalapította az első haditengerészeti ROTC-egységet a Berkeley-n.
Az 1930-as években Ernest Lawrence segített létrehozni a Sugárkutató Laboratóriumot (ma Lawrence Berkeley Nemzeti Laboratórium), és feltalálta a ciklotront, amiért 1939-ben fizikai Nobel-díjat kapott. A ciklotron segítségével a Berkeley professzorai és a Berkeley Lab kutatói 16 kémiai elemet fedeztek fel - többet, mint bármely más egyetem a világon. Különösen a második világháború alatt, Glenn Seaborg akkor még titkos plutónium felfedezését követően Ernest Orlando Lawrence Sugárzási Laboratóriuma az amerikai hadsereggel kezdett szerződést kötni az atombomba kifejlesztésére. J. Robert Oppenheimer fizikaprofesszort 1942-ben nevezték ki a Manhattan terv tudományos vezetőjévé. A Lawrence Berkeley Nemzeti Laboratórium mellett Berkeley két másik laboratóriumot, a Los Alamos Nemzeti Laboratóriumot (1943) és a Lawrence Livermore Nemzeti Laboratóriumot (1952) is megalapította, majd részt vett azok irányításában.
1942-re az Amerikai Oktatási Tanács a Berkeley-t a Harvard után a második helyre sorolta a kiváló tanszékek számát tekintve.
1952-ben a Kaliforniai Egyetem átalakult félautonóm kampuszok rendszerévé. Minden campusnak egy kancellár jutott, és Clark Kerr lett Berkeley első kancellárja, míg Sproul a helyén maradt mint a Kaliforniai Egyetem elnöke.
Berkeley az 1960-as években világszerte hírnevet szerzett politikai aktivizmusáról. 1964-ben a Szólásszabadság Mozgalom megszervezte a diákok ellenállását az egyetem által az egyetemen folytatott politikai tevékenységekre vonatkozó korlátozásokkal szemben - a legszembetűnőbbek a polgárjogi mozgalommal kapcsolatos diáktevékenységek voltak. Jack Weinbergnek, a Berkeley friss öregdiákjának és a Campus CORE elnökének 1964 októberében a Sproul Plazán történt letartóztatása a diákok által vezetett hivatalos tiltakozás és polgári engedetlenség sorozatát indította el, amely végül a Szólásszabadság Mozgalomhoz vezetett, amely mozgalom győzedelmeskedett és precedensként szolgált az amerikaiak vietnámi háborúban való részvételével szembeni diákellenálláshoz.
1982-ben a matematikai tudományok kutatóintézetét (MSRI) a Nemzeti Tudományos Alapítvány támogatásával és három berkeley-i matematikus - Shiing-Shen Chern, Calvin Moore és Isadore M. Singer - kérésére hozták létre az egyetemen. Az intézetet ma már széles körben az együttműködésen alapuló matematikai kutatások vezető központjaként tartják számon, amely évente több ezer vendégkutatót vonz a világ minden tájáról.

### 21. század
A jelenlegi évszázadban a Berkeley politikailag kevésbé aktív, és inkább a vállalkozói tevékenységre és az adománygyűjtésre összpontosít, különösen a STEM tudományágak esetében.
A modern Berkeley diákjai politikailag kevésbé radikálisak, nagyobb arányban vannak mérsékeltek és konzervatívok, mint az 1960-as és 70-es években. A demokraták száma 9:1 arányban meghaladja a republikánusokét a karon. Összességében az amerikai egyetemi kampuszokon a demokraták 10:1 arányban vannak többségben a republikánusokhoz képest.
2007-ben a BP finanszírozásával létrehozták az Energetikai Biotudományok Intézetét, és megnyílt a Stanley Hall, a Kaliforniai Kvantitatív Biotudományok Intézetének kutatási létesítménye és központja. A következő néhány évben felavatták a Biomedikai és Egészségtudományi Központot, amelyet a milliárdos Li Ka-shing vezető adománya finanszírozott; megnyitották a Sutardja Dai Hallt, amely a Társadalom érdekében végzett informatikai kutatások központjának ad otthont; és leleplezték a Blum Hallt, amely a Blum Center for Developing Economies (Blum Központ a fejlődő gazdaságokért) otthont ad. Az öregdiák James Simons támogatásával 2012-ben hozták létre a Simons Institute for the Theory of Computing (Simons Intézet a számítástechnika elméletéért) nevű intézményt. 2014-ben a Berkeley és testvéregyeteme, az UCSF létrehozta az Innovatív Genomikai Intézetet, 2020-ban pedig egy névtelen adományozó 252 millió dollárt ajánlott fel egy új számítástechnikai és adattudományi központ finanszírozására.
2000 óta a Berkeley öregdiákjai és oktatói 44 Nobel-díjat kaptak, az amerikai egyetemek közül csak a Harvard és az MIT mögött; öt Turing-díjat, csak az MIT és a Stanford mögött; és öt Fields-érmet, ami a Princeton után a második. A PitchBook szerint a Berkeley a Stanford után a második helyen áll a kockázati tőke által támogatott vállalkozók kibocsátásában.

## Szervezet és adminisztráció
Bár a Kaliforniai Egyetem rendszerének nincs hivatalos zászlóshajója, sok tudós és szakértő a Berkeley-t tekinti a nem hivatalos zászlóshajójának. Bizonyos esetekben ezt a nem hivatalos státuszt a Los Angeles-i Kaliforniai Egyetemmel osztja meg.

### Vezetőség
A Kaliforniai Egyetemet egy 26 tagú kormányzótanács irányítja, amelyből 18-at a kaliforniai kormányzó nevez ki 12 éves időtartamra. A testületnek hét hivatalból eljáró tagja, egy hallgatói régens és egy szavazati joggal nem rendelkező hallgatói régensjelölt is van. 1952 előtt a Berkeley a Kaliforniai Egyetem volt, így az egyetem elnöke egyben a Berkeley vezetője is. 1952-ben azonban az egyetem átszervezte magát félautonóm kampuszok rendszerévé, és minden kampusznak saját vezetője, kancellárja volt, aki viszont az egyetemi rendszer elnökének jelentett. Tizenkét alkancellár közvetlenül a Berkeley kancellárjának, a 14 főiskola és iskola dékánjai pedig az ügyvezető alkancellárnak és provosztusnak, a Berkeley tudományos vezetőjének jelentenek.
Huszonöt elnök és kancellár vezette a Berkeley-t az alapítása óta.

### Elnökök
- 1868-1869 Henry Durant
- 1869-1870 John LeConte
- 1870-1872 Henry Durant
- 1872-1875 Daniel Coit Gilman
- 1875-1881 John LeConte
- 1881-1885 W.T. Reid
- 1885-1888 Edward S. Holden
- 1888-1890 Horace Davis
- 1890-1899 Martin Kellogg
- 1899-1919 Benjamin Ide Wheeler
- 1919-1923 David Prescott Barrows
- 1923-1930 William Wallace Campbell
- 1930-1952 Robert Gordon Sproul

### Kancellárok
- 1952-1958 Clark Kerr
- 1958-1961 Glenn T. Seaborg
- 1961-1965 Edward W. Strong
- 1965-1965 Martin E. Meyerson (megbízott)
- 1965-1971 Roger Heyns
- 1971-1980 Albert H. Bowker
- 1980-1990 Ira Michael Heyman
- 1990-1997 Chang-Lin Tien
- 1997-2004 Robert M. Berdahl
- 2004-2013 Robert J. Birgeneau
- 2013-2017 Nicholas B. Dirks
- 2017-től napjainkig: Carol T. Christ

## Pénzügyek
A Berkeley számos szövetségi, állami és magánforrásból kap támogatást. A kormányzati szerződések kivételével az állami támogatás a Berkeley és a Kaliforniai Egyetem rendszerének többi kampusza számára az UC elnöki hivatalán keresztül kerül felosztásra, és a Berkeley teljes bevételének mintegy 12 százalékát teszi ki. A Berkeley régóta részesül a magánjótékonykodásból: a 19. században a Flood, Hearst, Durant, Strauss, Lick, Harmon és Bacon családok, a 20. század első felében pedig többek között a Hearst, Doe, Sather, Rockefeller, Cowell, Haviland, Bowles, Boalt és Stern családok jelentős adományaiból. Az utóbbi időben az öregdiákok és alapítványaik adtak az egyetemnek a működésre és a tőkekiadásokra.[idézet szükséges].
A Berkeley magánszemélyek, vállalatok és alapítványok adományaiból is részesült, amelyek közül kiemelkedik Mark Zuckerberg és Priscilla Chan (600 millió dollárt ajánlottak fel, megosztva az UCSF és a Stanford Egyetemmel, a Biohub létrehozására); [idézet szükséges] BP (400 millió dollárt ajánlottak fel a bioüzemanyagok kutatására); a Bill és Melinda Gates Alapítvány (több mint 68 millió dollár az alapítvány létrehozása óta), Sir Li Ka-Shing milliárdos (többszörös adomány, leginkább egy 40 millió dolláros adomány 2005-ben), Jurij Milner izraeli-orosz milliárdos, Thomas és Stacey Siebel, Sanford és Joan Weill, valamint Gordon Rausser professzor (50 millió dolláros adomány 2020-ban).[idézet szükséges] Több jelentős ajándékot névtelenül adtak, köztük egy 1999-es 50 millió dolláros ajándékot a molekuláris mérnöki tudományok támogatására, egy 2018-as 50 millió dolláros ajándékot a STEM kar támogatására, egy 70 millió dolláros ajándékot 2019-ben a BioEnginuity Hub támogatására, és egy 2020-as 252 millió dolláros ajándékot az adattudomány támogatására.
A 2008-13-as Campaign for Berkeley kampány során 281 855 adományozótól 3,13 milliárd dollár gyűlt össze, a 2020 elején bejelentett "Light the Way" kampány pedig a tervek szerint 2023 végéig 6 milliárd dollárt fog összegyűjteni.

## Akadémikusok

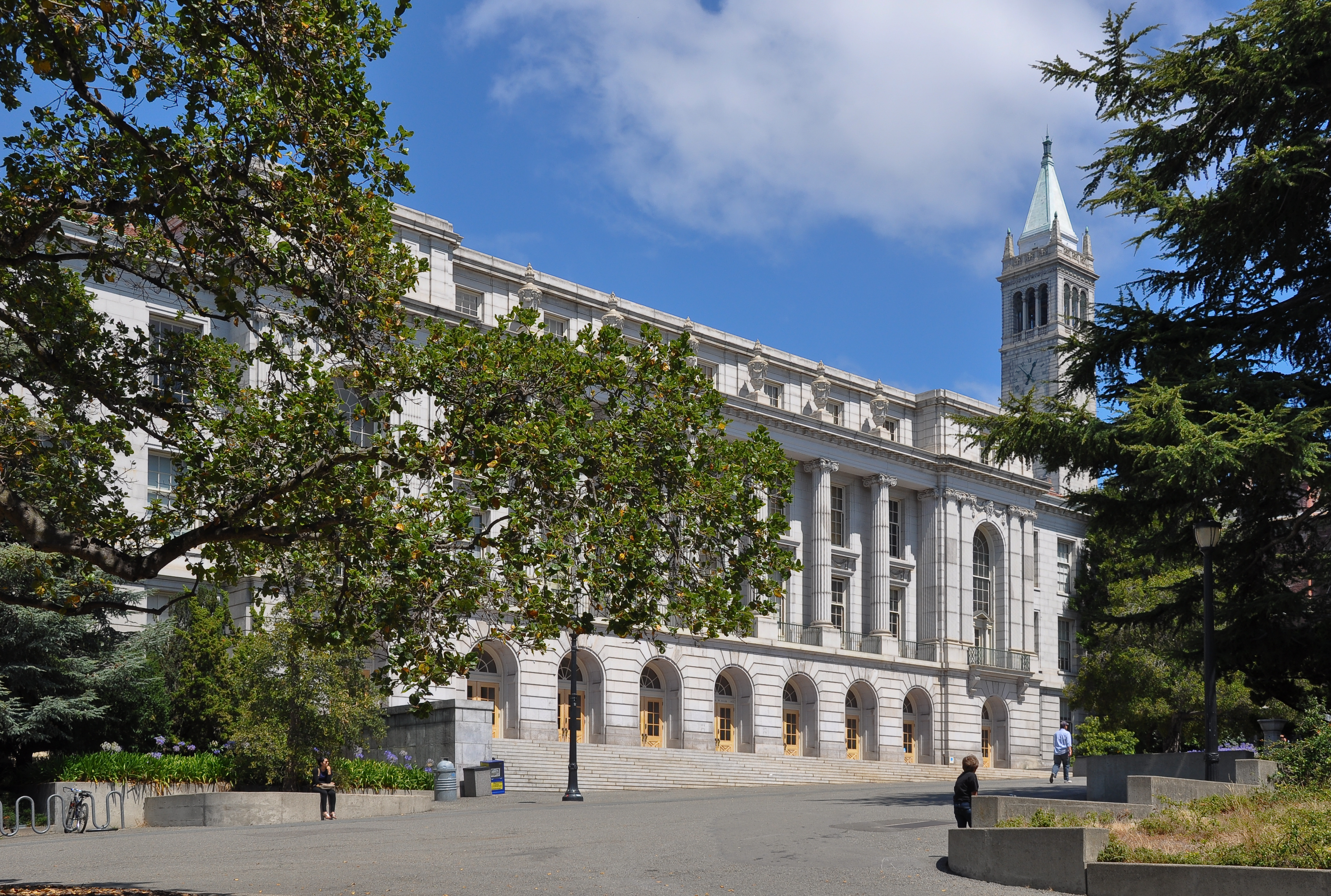
A Wheeler Hall, amely Berkeley legnagyobb előadótermének ad otthont, a második világháború idején Nobel-díj átadásának helyszíne volt

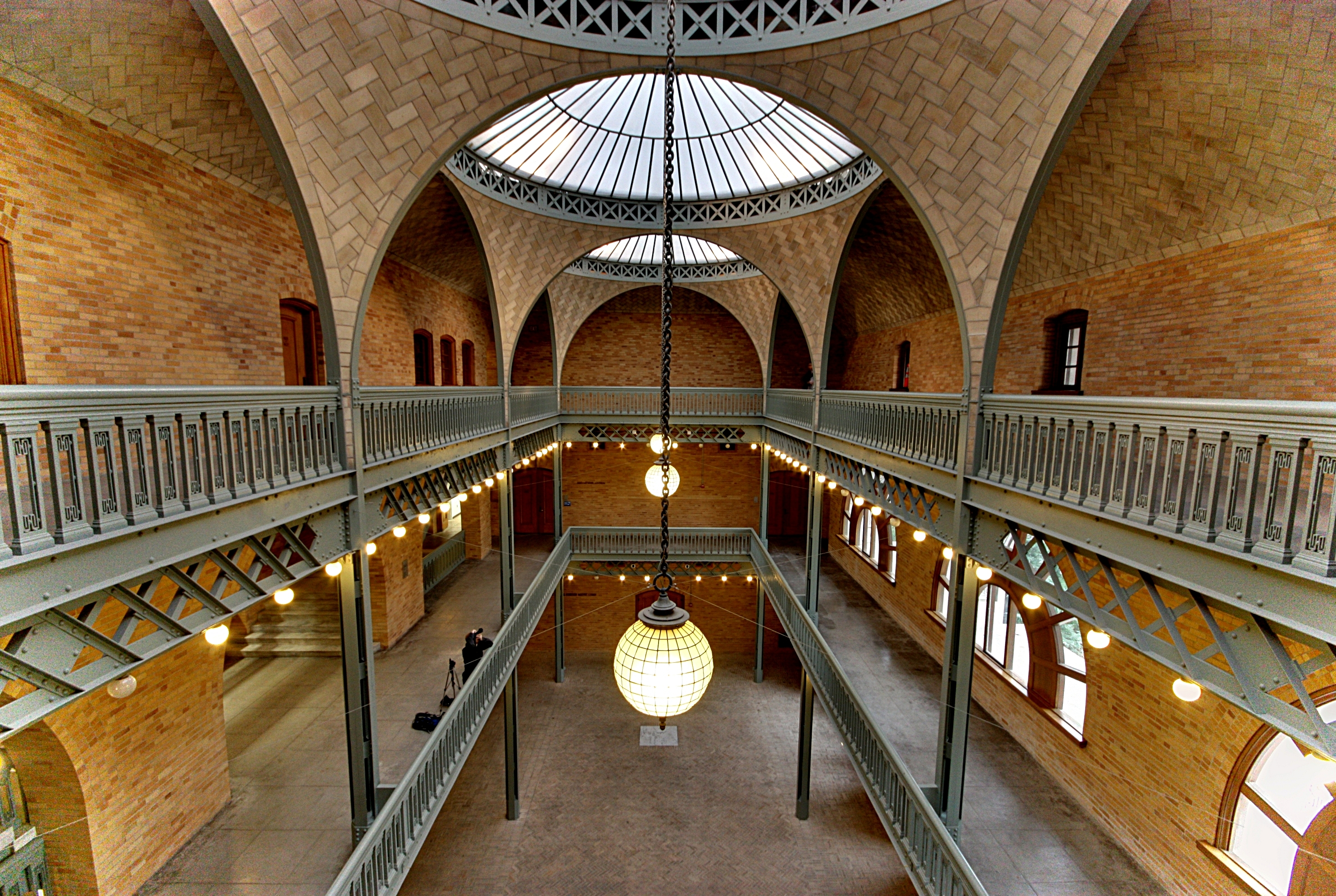
A Hearst Mining Building belseje, amelyet Phoebe Hearst néhai férje, George tiszteletére szentelt fel

A Berkeley egy nagy, elsősorban lakóhelyi alapon működő, első szintű kutatóegyetem, ahol a beiratkozottak többsége egyetemi képzésben vesz részt, de átfogó doktori programot is kínál. Az egyetemet 1949 óta akkreditálja a Western Association of Schools and Colleges Senior College and University Commission. Az egyetem féléves naptár szerint működik, és 2018-2019-ben 8725 alapképzési, 3286 mester- vagy szakképzési és 1272 doktori fokozatot adott ki.
Az egyetem tudományos vállalkozása 14 főiskolára és iskolára tagozódik, amelyek viszont 180 tanszéket és 80 interdiszciplináris egységet foglalnak magukban, amelyek több mint 350 diplomát kínálnak. A főiskolák egyetemi és főiskolai hallgatókat egyaránt kiszolgálnak, míg az iskolák általában csak egyetemi hallgatóknak nyújtanak diplomát, bár néhányuk egyetemi szakokat vagy kisebb szakokat is kínál.
- College of Chemistry
- College of Engineering
- College of Environmental Design
- College of Letters and Science
- Graduate School of Education
- Graduate School of Journalism
- Haas School of Business
- Goldman School of Public Policy
- Rausser College of Natural Resources
- School of Information
- School of Law
- School of Optometry
- School of Public Health
- School of Social Welfare
- UC Berkeley Extension (jelenleg két helyszínnel rendelkezik, Berkeley belvárosában és San Francisco belvárosában.

## Egyetemi programok

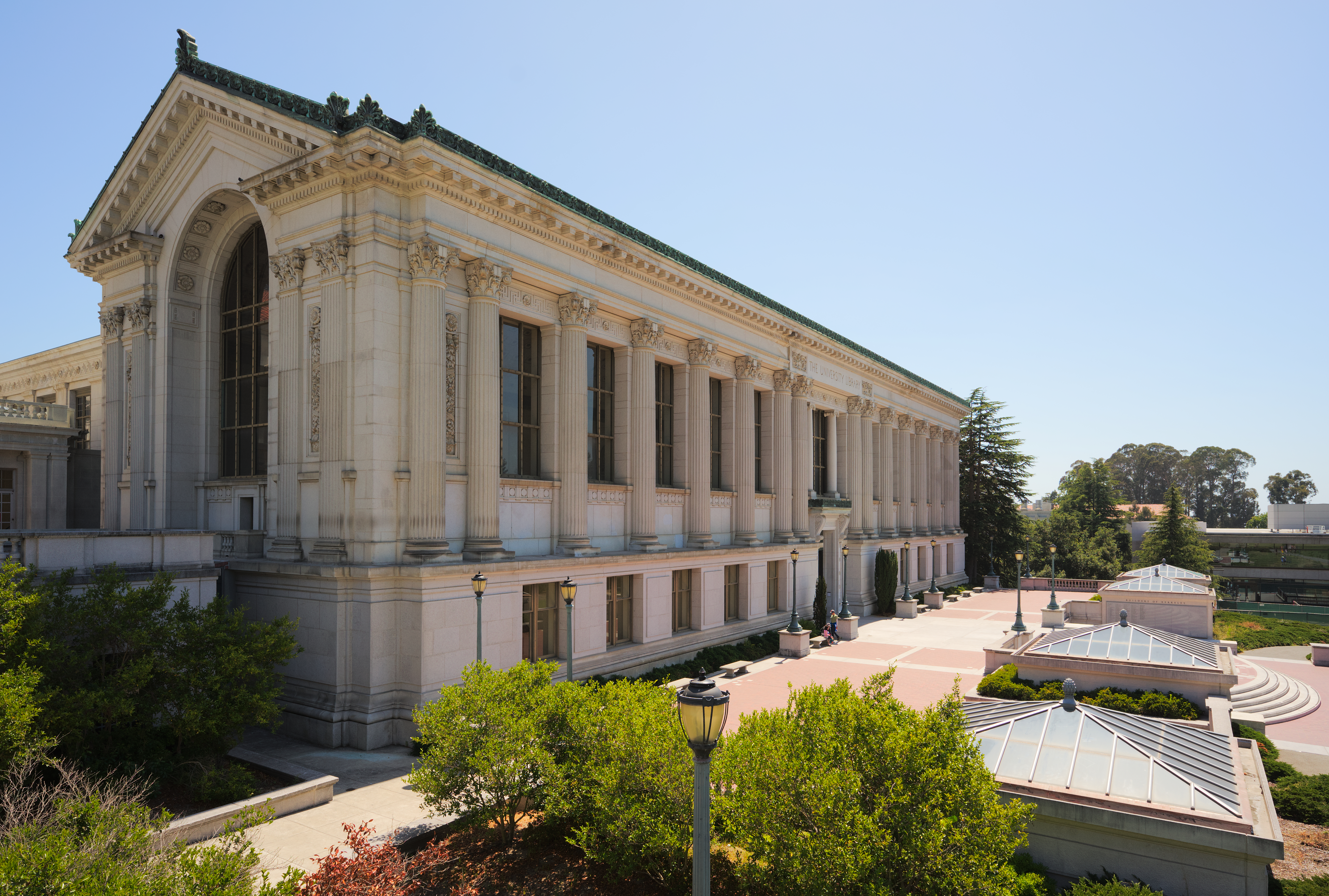
A Doe Memorial Library a Berkeley fő könyvtára

A négyéves, nappali tagozatos alapképzési program 107 alapképzési szakot kínál a Haas School of Business (1), a College of Chemistry (5), a College of Engineering (20), a College of Environmental Design (4), a College of Letters and Science (67), a Rausser College of Natural Resources (10) és az egyes szakok (2) között. A legnépszerűbb szakok a villamosmérnöki és informatikai, a politikatudományi, a molekuláris és sejtbiológiai, a környezettudományi és a közgazdasági szakok.
Az egyetemi diplomákra vonatkozó követelményeket négy hatóság határozza meg: a Kaliforniai Egyetem rendszere, a Berkeley kampusz, a főiskola vagy iskola és a tanszék. Ezek a követelmények közé tartozik a beiratkozás előtti írásbeli követelmény (amelyet általában a standardizált felvételi vizsgákon, például a SAT vagy az ACT vizsgán elért minimális pontszámok teljesítenek), a beiratkozás előtt vagy után egy bevezető kurzus elvégzése az "Amerikai történelem és intézmények" témakörben, az "Amerikai kultúrák széleskörű ismerete" kurzus teljesítése a Berkeley-n, valamint az olvasási és fogalmazási követelmények és a tanszék és az iskola által deklarált speciális követelmények. A legtöbb alapképzésben háromórás záróvizsgát kell tenni, amelyre az utolsó tanítási napot követő egy héten keresztül kerül sor, az őszi félévben december közepén, a tavaszi félévben pedig május közepén. A tanulmányi jegyeket négypontos, ötbetűs skálán (A-tól F-ig) adják meg, a plusz és mínusz pontok három tized ponttal módosulnak, kivéve az A+-t, amely csak négy pontot jelent. A tudományos kitüntetések követelményeit az egyes iskolák és főiskolák határozzák meg, a tudományos díjakat általában a tanszékek ítélik oda, és a hallgatókat e szervezetek kritériumai alapján választják be a kitüntető társaságokba.

## Felsőfokú és szakmai programok

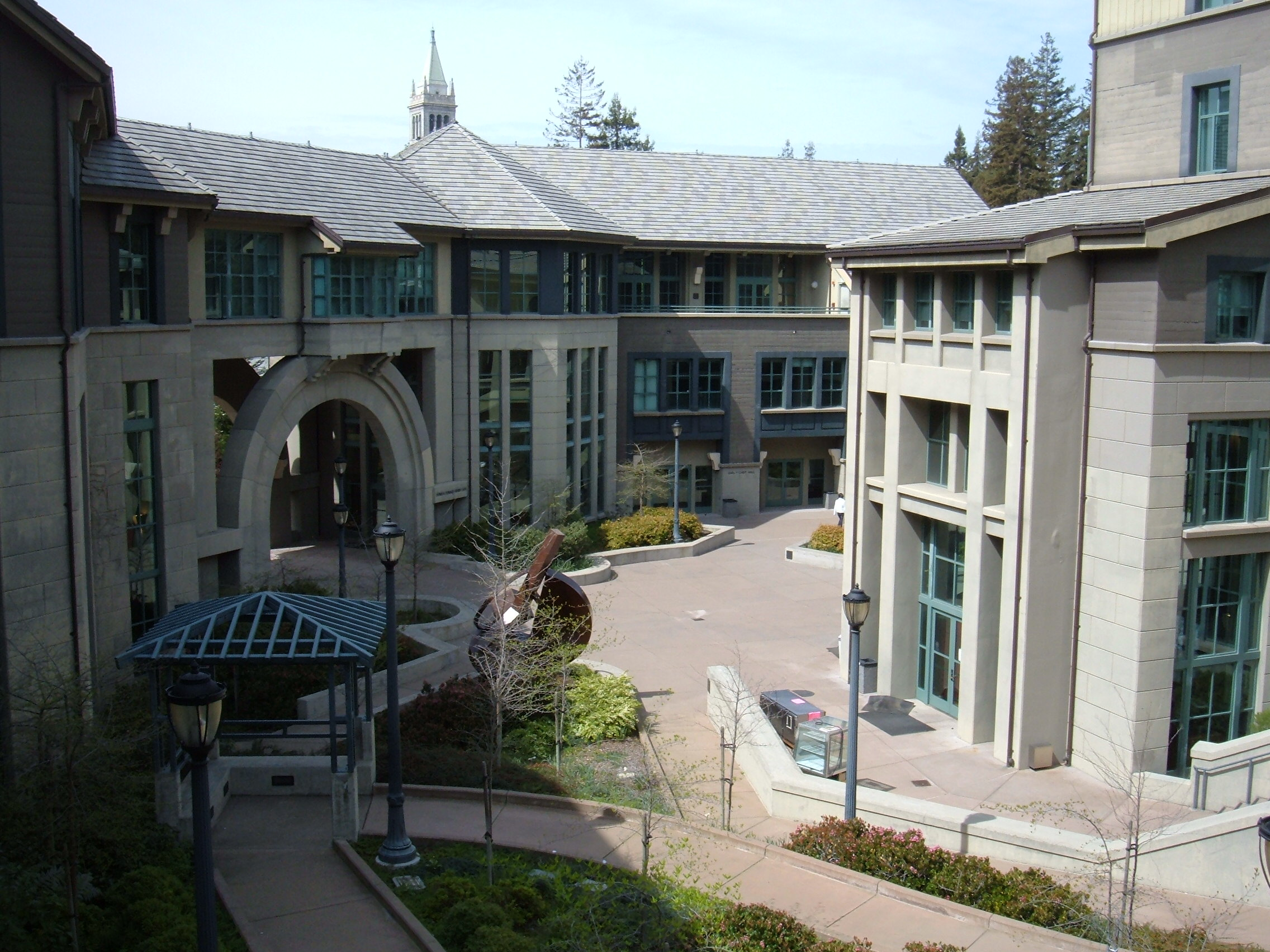
A Haas School of Business graduális és egyetemi diplomát is kínál

A Berkeley "átfogó" graduális programmal rendelkezik, amely nagymértékben együttműködik az egyetemistáknak kínált programokkal, és interdiszciplináris graduális programokat kínál az UCSF (különböző mesterszakok és doktori) és a Stanford (MD/MPH) orvosi iskoláival. Az egyetem mesterképzéseket (Master of Arts, Master of Science, Master of Fine Arts, és PhD) kínál a szakmai diplomák mellett, mint például a Juris Doctor, Master of Business Administration, Master of Public Health, és Master of Design. Az egyetem 2017-ben 963 doktori fokozatot és 3531 mesterfokozatot adott ki. A doktori programokra való felvétel decentralizált; a jelentkezők közvetlenül a tanszékre vagy a szakra jelentkeznek. A legtöbb végzős hallgatót ösztöndíj, tanársegédi vagy kutatási asszisztensi ösztöndíj támogatja. Az Egyesült Államok Nemzeti Kutatási Tanácsának 2010-es rangsorában a UC Berkeley-t jelölték meg úgy, mint amelyik a legmagasabb rangú doktori programokkal rendelkezik az országban. A Berkeley doktori programjai közül az első helyen szerepelnek a következők: mezőgazdasági és erőforrás-gazdaságtan, asztrofizika, kémia, építő- és környezetmérnöki tudományok, informatika, angol, járványtan, földrajz, német, matematika, gépészmérnöki tudományok, biokémia és molekuláris biológia, genetika, genomika és fejlesztés, fizika, növénybiológia és politikatudomány. A Berkeley 2001 és 2010 között a Nemzeti Tudományos Alapítvány (National Science Foundation Graduate Research Fellowship) ösztöndíjainak első helyezettje volt, 1333 ösztöndíjjal.

## Kar és kutatás
A Berkeley az "R1: Doktori egyetemek - Nagyon magas kutatási aktivitás" kategóriába tartozik. A 2021-es pénzügyi évben a Berkeley kutatásra és fejlesztésre fordított finanszírozása meghaladta az 1 milliárd dollárt. A több mint 130 egyetemi tanszék és több mint 80 interdiszciplináris kutatóegység között 1629 teljes munkaidős és 896 részmunkaidős oktató van. A jelenlegi oktatók között 260 Amerikai Művészeti és Tudományos Akadémia-ösztöndíjas, három Fields-érmes, 77 Fulbright-ösztöndíjas, 139 Guggenheim-ösztöndíjas, 78 tagja van a Nemzeti Mérnökakadémiának, 149 tagja a Nemzeti Tudományos Akadémiának, nyolc Nobel-díjas, négy Pulitzer-díjas, 125 Sloan-ösztöndíjas, 7 Wolf-díjas és 1 Pritzker-díjas.

## Könyvtári rendszer

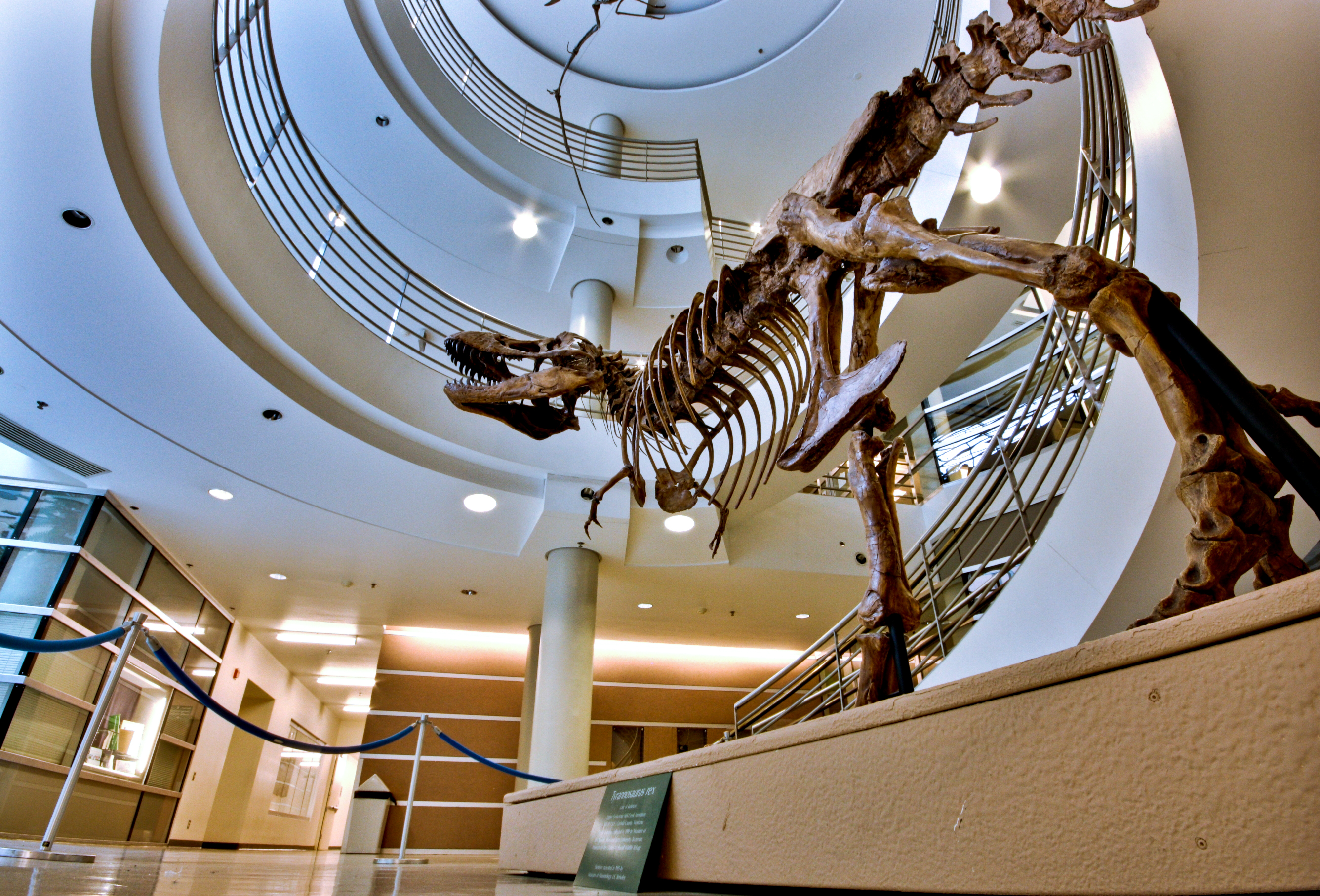
A Kaliforniai Egyetem paleontológiai múzeumában egy T. rex életnagyságú másolata látható

A Berkeley 32 könyvtára együttesen több mint 13 millió kötetet tartalmaz, és több mint 12 hektár (4,9 hektár) területet foglal el, így a világ egyik legnagyobb könyvtárkomplexumát alkotja. A Doe Könyvtár a könyvtári rendszer referencia-, folyóirat- és adminisztrációs központjaként szolgál, míg a fő gyűjtemények többsége a földalatti Gardner Main Stacks és a Moffitt egyetemi könyvtárban található. A több mint 400 000 nyomtatott kötettel és 70 millió kézirattal, képpel és térképpel rendelkező Bancroft Könyvtár olyan speciális gyűjteményeket tart fenn, amelyek Észak-Amerika nyugati részének történetét dokumentálják, különös tekintettel Kaliforniára, Mexikóra és Közép-Amerikára. A Bancroft Könyvtárban találhatóak továbbá a Mark Twain-iratok, az Oral History Center, a Tebtunis Papiruszok Központja és az Egyetemi Levéltár.

## Ranglisták
Országos szinten a U.S. News & World Report 2019-20-as "Best Colleges" című kiadványa a Berkeley-t az állami egyetemek között a második helyre, az országos egyetemek között pedig a 22. helyre sorolja. A 2021-es Forbes America's Top Colleges című jelentése szerint a Berkeley a legjobb egyetem az Egyesült Államok 600 magán- és állami egyeteme és bölcsészkara között. A Washington Monthly 2021-ben a Berkeley-t a 10. helyre sorolta az országos egyetemek között, a kutatás, a közösségi szolgálat és a társadalmi mobilitás szempontjai alapján. A QS World University Rankings 2020-ra a Berkeley-t a negyedik helyre sorolja az összes amerikai egyetem között és az első helyre a nyilvánosak között. A 2018-19-es Center for World University Rankings (CWUR) az oktatás minősége, az öregdiákok foglalkoztatása, az oktatók minősége, a publikációk, a befolyás és az idézetek alapján az ország legjobb állami egyetemének és összességében a negyedik helyre sorolta az egyetemet. A Money Magazine Best Colleges 2015-ös rangsorában a Berkeley az Egyesült Államokban az oktatás minősége, a megfizethetőség és az öregdiákok keresete alapján a 9. helyen állt. A Kiplinger 2015-ben a Berkeley-t a 4. legjobb ár-érték arányú állami egyetemnek rangsorolta az országban az államon belüli hallgatók számára, és a 6. az államon kívüli hallgatók számára. 2014-ben a The Daily Beast's Best Colleges jelentése a Berkeley-t az ország 11. helyére rangsorolta. A Center for Measuring University Performance 2013-as Top American Research Universities jelentése a Berkeley-t összességében a 8. helyre sorolta, az erőforrások, a kar és az oktatás terén az 5. helyre, az erőforrások és az oktatás terén a 9. helyre, az oktatás terén pedig az 1. helyre. A Berkeley több Nobel-díjast és milliárdost nevel, mint bármely más állami egyetem az Egyesült Államokban. Richard Moll 1985-ös Public Ivies című könyvében a Berkeley "Public Ivy"-ként szerepel.
Világviszonylatban a Berkeley 2020-21-ben a U.S. News & World Report szerint a 4., az Academic Ranking of World Universities (ARWU) szerint az 5., a Times Higher Education World University Rankings szerint a 7., a QS World University Rankings szerint pedig a 30. helyen áll. Emellett a Times Higher Education a Berkeley-t a hírneve alapján a világ "hat szupermárkája" közé sorolja Cambridge, a Harvard, az MIT, az Oxford és a Stanford mellett. A Center for World University Rankings (CWUR) 2020-21-re az oktatás minősége, az öregdiákok foglalkoztatása, az oktatók minősége és a kutatási teljesítmény alapján a 12. helyre sorolta az egyetemet a világon. A Nature Index 2017-ben az egyetemet a 82 vezető folyóiratban megjelent cikkek kilencedik legnagyobb hozzájárulójának rangsorolta.

## Felfedezések és innováció

A Unix-rendszerek és BSD-ágazatok egyszerűsített fejlődése

### Természettudományok
- Atombomba - J. Robert Oppenheimer fizikaprofesszor a Los Alamos-i Nemzeti Laboratórium és a Manhattan Project háborús igazgatója volt.
- A szén-14 és a fotoszintézis - Martin Kamen és Sam Ruben fedezte fel először a szén-14-et 1940-ben, majd a Nobel-díjas Melvin Calvin és munkatársai a szén-14-et molekuláris nyomjelzőként használták a fotoszintézis szénasszimilációs útvonalának, az úgynevezett Calvin-ciklus feltárására.
- Rákkeltő anyagok - Azonosított vegyi anyagok, amelyek károsítják a DNS-t. Az Ames-tesztet 1973-ban Bruce Ames és egyetemi csoportja egy tanulmánysorozatban írta le.
- Kémiai elemek - a Berkeleyben 16 elemet fedeztek fel (asztácium, neptúnium, plutónium, kűrium, amerícium, berkélium, kalifornium, einsteinium, fermium, mendelévium, nobélium, laurencium, dubnium, sziborgium, technécium és rutherfordium).
- Kovalens kötés - Gilbert N. Lewis 1916-ban leírta az elektronpárok atomok közötti megosztását, és feltalálta a Lewis-féle jelölést a mechanizmusok leírására.
- CRISPR génszerkesztés - A Nobel-díjas Jennifer Doudna felfedezett egy pontos és olcsó módszert az emberi sejtek DNS-ének manipulálására.
- Ciklotron - Ernest O. Lawrence 1934-ben megalkotta a részecskegyorsítót, és 1939-ben fizikai Nobel-díjat kapott.
- Sötét energia - Saul Perlmutter és sokan mások a Szupernóva Kozmológiai Projektben felfedezték, hogy az univerzum a sötét energia miatt tágul 1998.
- Influenza elleni vakcina - Wendell M. Stanley és munkatársai az 1940-es években fedezték fel a vakcinát.
- Hidrogénbomba - Teller Ede, a hidrogénbomba atyja, a Berkeley professzora és a Lawrence Livermore Nemzeti Laboratórium és a Los Alamos Nemzeti Laboratórium kutatója volt.
- A rák immunterápiája - James P. Allison felfedezi és kifejleszti a monoklonális antitestterápiát, amely az immunrendszert használja fel a rák elleni küzdelemre 1992-1995.
- Molekuláris óra - Allan Wilson felfedezése 1967-ben.
- Neuroplaszticitás - Marian Diamond felfedezi a környezeti gazdagodás okozta strukturális, biokémiai és szinaptikus változásokat az agyban 1964
- Onkogén - Peter Duesberg felfedezi az első rákkeltő gént egy vírusban 1970-es évek.
- Telomeráz - Elizabeth H. Blackburn, Carol Greider és Jack Szostak felfedezi a sejtosztódást és a növekedést elősegítő enzimet 1985.
- E-vitamin - Gladys Anderson Emerson 1952-ben izolálja az E-vitamint tiszta formában.

### Számítástechnika és alkalmazott tudományok
- Berkeley RISC – David Patterson vezeti az ARPA VLSI projektjét a mikroprocesszorok tervezésében 1980-1984.
- Berkeley UNIX/Berkeley Software Distribution (BSD) – A Computer Systems Research Group a Berkeley kutatócsoportja volt, amely az AT&T Unix operációs rendszer továbbfejlesztésével foglalkozott, és amelyet a Defense Advanced Research Projects Agency finanszírozott. Bill Joy módosította a kódot, és 1977-ben kiadta a nyílt forráskódú BSD licenc alatt, ezzel elindítva a nyílt forráskódú forradalmat.
- Mélytengeri búvárkodás – Joel Henry Hildebrand héliumot használt oxigénnel a dekompressziós betegség enyhítésére.
- GIMP – 1995-ben Spencer Kimball és Peter Mattis egy féléves projekt keretében kezdte el fejleszteni a GIMP-et a Berkeley-n.
- Poligráf – John Augustus Larson és a Berkeley-i rendőrség egyik rendőrtisztje találta fel 1921-ben.
- Project Genie – DARPA által finanszírozott projekt. Ennek keretében készült egy korai időmegosztó rendszer, többek között a Berkeley Timesharing System, amelyet később SDS 940 néven hoztak forgalomba. A Project Genie koncepciói befolyásolták a PDP-10-re készült TENEX operációs rendszer és a Unix fejlesztését, amely a folyamatok elágazásának koncepcióját örökölte tőle. A Unix társalkotója, Ken Thompson a Berkeley-n dolgozva a Project Genie-n dolgozott.
- SPICE – Donald O. Pederson 1972-ben kifejlesztette a SPICE (Simulation Program with Integrated Circuit Emphasis) programot.
- Tcl programozási nyelv – 1988-ban fejlesztette ki John Ousterhout.
- Háromdimenziós tranzisztor – Chenming Hu 2014-ben elnyerte a Nemzeti Technológiai Érmet "az első háromdimenziós tranzisztorok kifejlesztéséért, amelyek radikálisan továbbfejlesztették a félvezető technológiát".
- Vi szövegszerkesztő – Bill Joy 1976-ban alkotta meg az első Vi szerkesztőt.
- Búvárruha – Hugh Bradner feltalálja az első búvárruhát 1952.

## Vállalatok
A Berkeley öregdiákjai és oktatói számos vállalatot alapítottak, amelyek közül néhányat az alábbiakban mutatunk be. A Berkeley-t gyakran emlegetik a legtöbb vállalkozót kibocsátó egyetemek között, és saját startup inkubátorral, a Berkeley SkyDeckkel büszkélkedhet.
- Activision Blizzard, 1979 (mint Activision), társalapító Alan Miller (BS) és Larry Kaplan (BA)
- AIG, 1919, alapító Cornelius Vander Starr (részt vett)
- Apple, 1976, társalapító Steve Wozniak (BS)
- Coursera, 2012, társalapító Andrew Ng (PhD)
- eBay, 1995, alapító Pierre Omidyar (részt vett)
- Gap Inc., 1969, társalapító Donald Fisher (BS)
- HTC Corporation, 1997, társalapító Cher Wang (BA)
- Intel, 1968, társalapítók: Gordon Moore (BS) és Andy Grove (PhD)
- Marvell Technology Group, 1995, társalapítók Sehat Sutardja (MS, PhD) és Weili Dai (BA)
- Morgan Stanley, 1924 (Dean Witter & Co. néven), társalapító Dean G. Witter (BA)
- Mozilla Corporation, 2005, társalapító Mitchell Baker (BA, JD)
- Myspace, 2003, társalapító Tom Anderson (BA)
- Renaissance Technologies, 1982, alapító James Simons (PhD)
- Rotten Tomatoes, 1998, alapítók Senh Duong (BA), Patrick Y. Lee (BA) és Stephen Wang (BA)
- SanDisk, 1988, társalapító Sanjay Mehrotra (BS, MS)
- Softbank, 1981, alapító Masayoshi Son (BA)
- Sun Microsystems, 1982, társalapító Bill Joy (MS)
- Tesla, 2003, társalapító Marc Tarpenning (BS)
- VMware, 1998, társalapítók: Diane Greene (MS) és Mendel Rosenblum (PhD)

## Campus

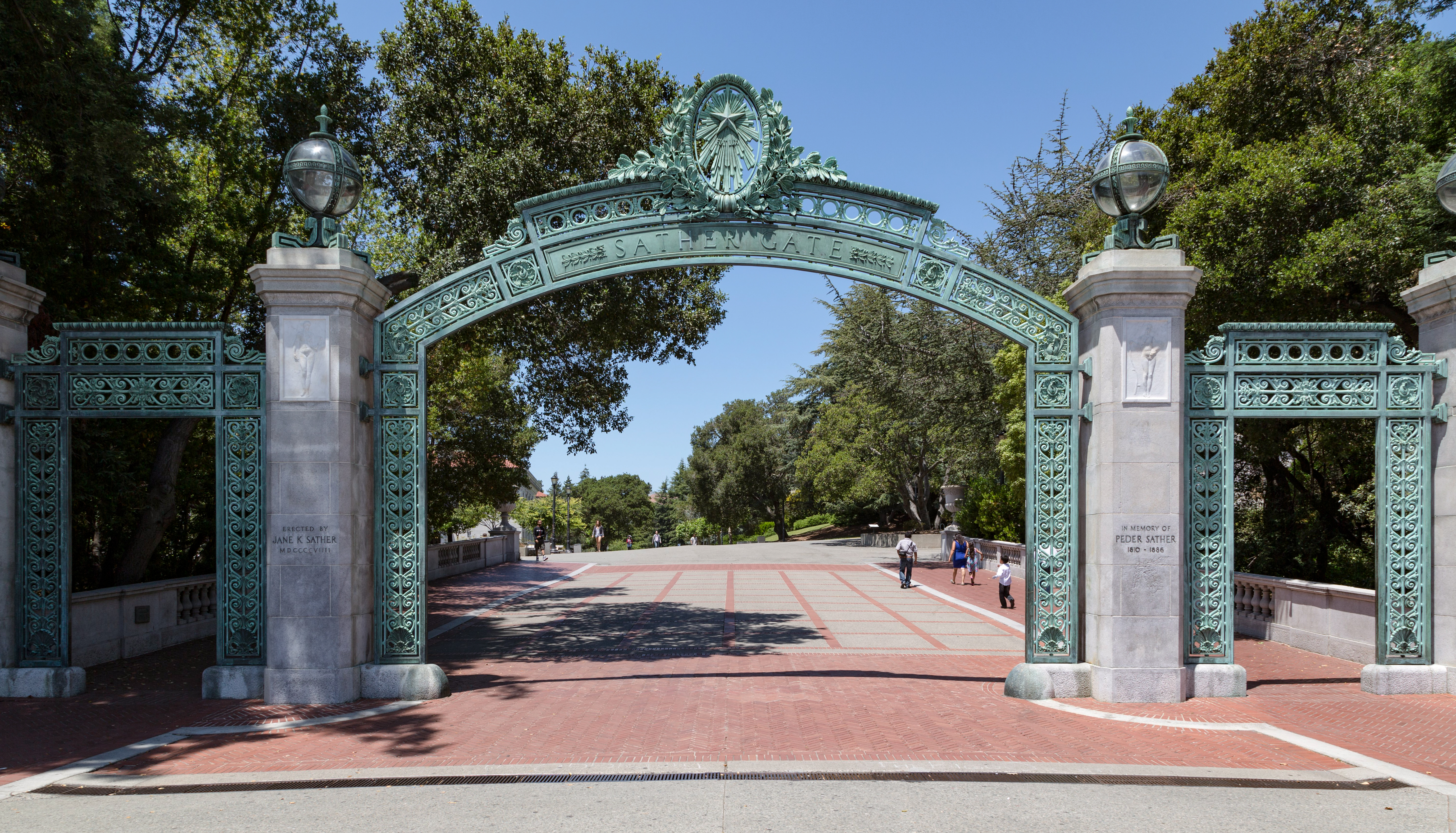
A Sproul Plazát a belső kampusszal összekötő Sather Gate a Free Speech Movement egyik központja volt

A Berkeley kampusz területe megközelítőleg 1,232 hektár (499 ha), bár a "központi kampusz" ennek a területnek csak az alacsonyan fekvő nyugati 178 hektárt (72 ha) foglalja el. A fennmaradó 81 hektárból körülbelül 200 hektárt (81 ha) foglal el a Lawrence Berkeley Nemzeti Laboratórium; a központi campus fölötti egyéb létesítmények közé tartozik a Lawrence Hall of Science és számos kutatási egység, nevezetesen az Űrtudományi Laboratórium, a Matematikai Tudományok Kutatóintézete, egy 800 hektáros (320 ha) ökológiai rezervátum, a Kaliforniai Egyetem Botanikus Kertje és egy rekreációs központ a Strawberry Canyonban. A campus nagyrészt beépítetlen, keleti részének egy része Oakland város területén fekszik; ezek a részek a Claremont Resorttól északra, a Panoramic Hill negyeden keresztül a Tilden Parkig terjednek.

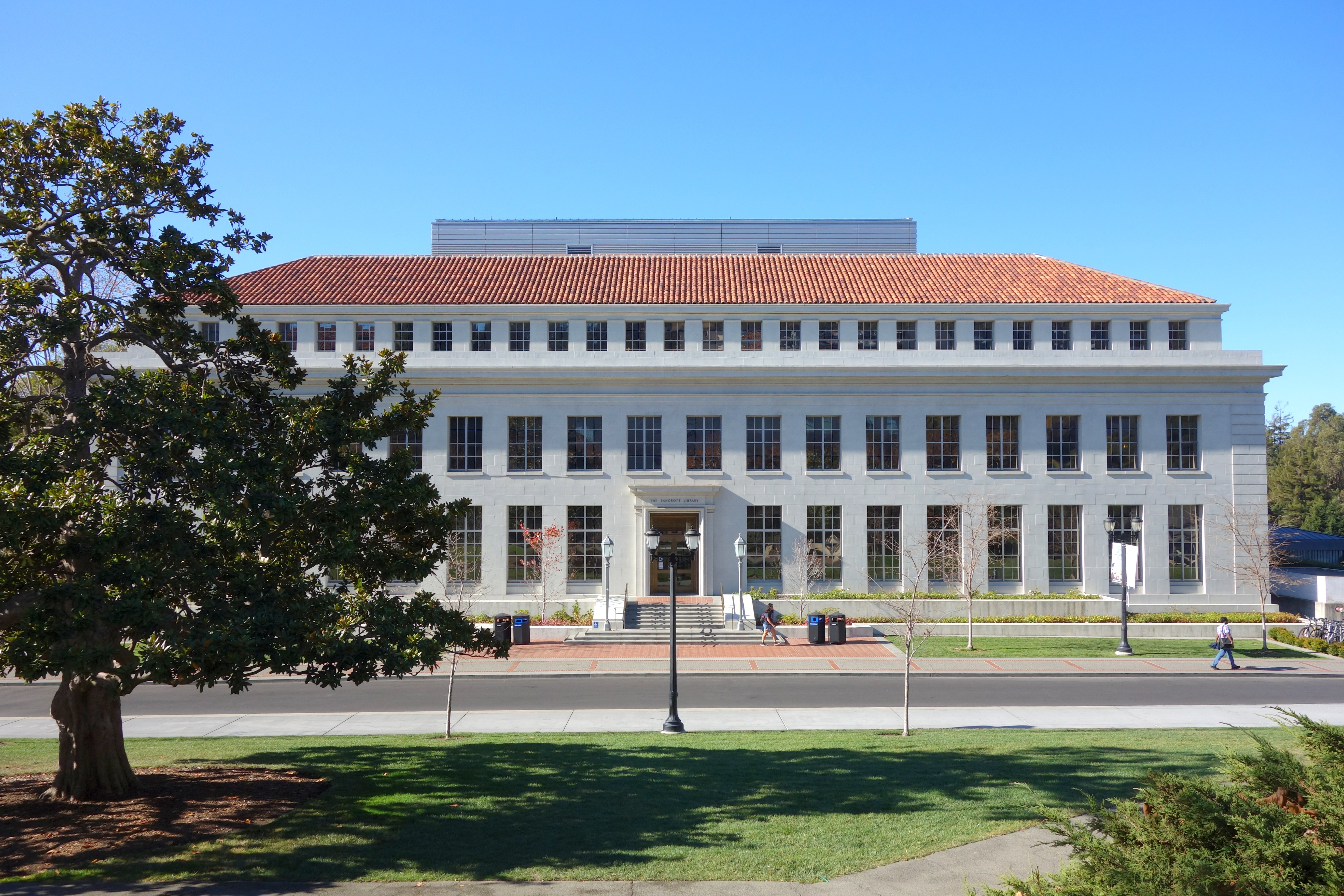
Bancroft Könyvtár, Berkeley elsődleges különleges gyűjteményekkel rendelkező könyvtára

A központi kampusztól nyugatra található Berkeley belvárosi üzleti negyede, északnyugatra pedig Észak-Berkeley környéke, beleértve az úgynevezett Gourmet gettót, amely egy olyan világhírű éttermek, mint a Chez Panisse jelenlétének köszönhetően a magas színvonalú étkezési lehetőségekről ismert kereskedelmi negyed. Közvetlenül északra található a Northside nevű csendes lakónegyed, ahol nagyszámú egyetemi hallgató él; ettől északra pedig a Berkeley Hills előkelő lakónegyedei találhatók. Közvetlenül a kampusztól délkeletre található a diákszövetség sora, azon túl pedig a Clark Kerr Campus és a Claremont nevű előkelő lakónegyed. Az egyetemtől délre eső területen találhatók a diáklakások és a Telegraph Avenue, Berkeley egyik fő bevásárlónegyede, ahol üzletek, utcai árusok és éttermek szolgálják ki az egyetemi hallgatókat és a turistákat. Ezen kívül az egyetem tulajdonában van még a fő kampusztól északnyugatra fekvő földterület, egy 90 hektáros (36 hektáros) házas diáklakás-komplexum a közeli Albany városában ("Albany Village" és a "Gill Tract"), valamint egy terepi kutatóállomás több mérföldre északra, a kaliforniai Richmondban.

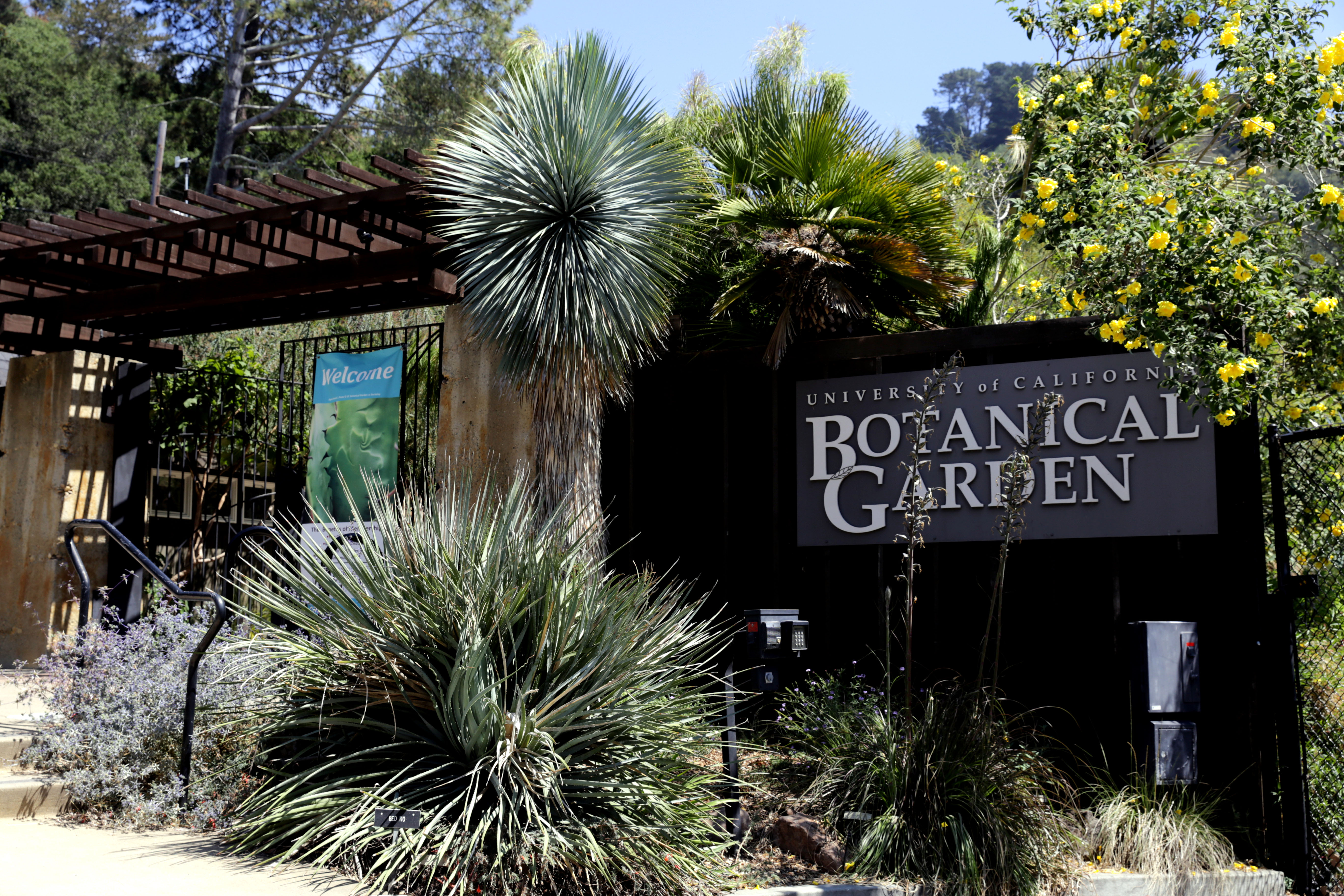
A Berkeley Hillsben és a Berkeley Lab mellett található UC Botanikus Kert

A campus több múzeumnak is otthont ad, köztük a Kaliforniai Egyetem Paleontológiai Múzeumának, a Berkeley Művészeti Múzeumnak és a Pacific Filmarchívumnak, valamint a Lawrence Hall of Science-nek. A paleontológiai múzeum a Valley Life Sciences Building előcsarnokában található, és számos dinoszaurusz fosszíliát mutat be, köztük egy Tyrannosaurus Rex teljes öntvényét. Az egyetem az innováció és a vállalkozói szellem számára is kínál forrásokat, mint például a Nagy Ötletverseny (Blum Center for Developing Economies), a SkyDeck, a Sutardja Center for Entrepreneurship and Technology, valamint a Berkeley Haas Innovation Lab. A campus ad otthont a Kaliforniai Egyetem Botanikus Kertjének is, amely az Egyesült Államok egyik legváltozatosabb növénygyűjteménye, és amely híres a ritka és veszélyeztetett fajok nagy számáról, több mint 12 000 egyedi fajjal.
A Bay Area-n kívül az egyetem különböző kutatólaboratóriumokat és kutatóerdőket birtokol a Sierra Nevada északi és déli részén.

## Építészet

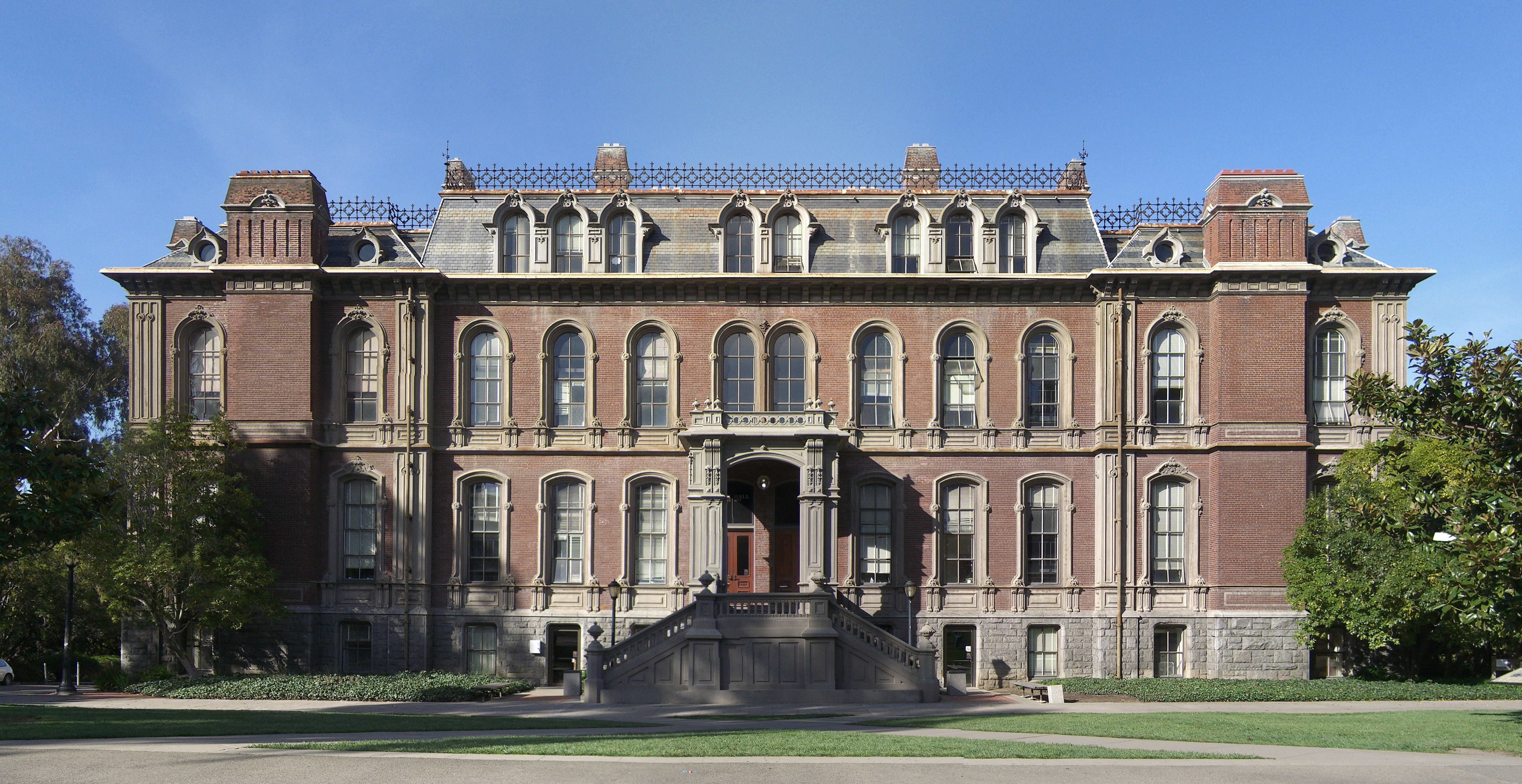
South Hall (1873), a Kaliforniai Egyetem két eredeti épületének egyike, amely ma is áll a Berkeley campuson

Ami ma a történelmi campusnak tekinthető, az a William Randolph Hearst édesanyja által finanszírozott 1898-as "Phoebe Hearst építészeti tervének a Kaliforniai Egyetemre vonatkozó nemzetközi verseny" eredménye volt, amelyet eredetileg a belga Antwerpenben rendeztek; tizenegy döntőst 1899-ben ismét San Franciscóban bíráltak el. A győztes a francia Émile Bénard lett, ő azonban nem volt hajlandó személyesen felügyelni terve megvalósítását, és a feladatot később John Galen Howard építészprofesszor kapta meg. Howard több mint húsz épületet tervezett, amelyek egészen az 1950-es és 1960-as évekbeli bővítésig meghatározták a campus alaphangját. A campus "klasszikus magját" alkotó épületek a Beaux-Arts klasszicista stílusban épültek, ezek közé tartozik a Hearst Greek Theatre, a Hearst Memorial Mining Building, a Doe Memorial Library, a California Hall, a Wheeler Hall, a (régi) Le Conte Hall, Gilman Hall, Haviland Hall, Wellman Hall, Sather Gate, és a 307 láb (94 m) magas Sather Tower (becenevén "a Campanile", építészeti ihletője, a velencei Szent Márk Campanile után), az Egyesült Államok legmagasabb egyetemi óratornya. Az általa ideiglenesnek, nem akadémikusnak vagy nem különösebben "komolynak" tartott épületeket zsindelyes vagy kollégiumi gótikus stílusban tervezte; ezek példái a North Gate Hall, a Dwinelle Annex és a Stephens Hall. Howard tervei közül sokan elismert kaliforniai történelmi műemlékek, és szerepelnek a National Register of Historic Places listáján.
A David Farquharson által tervezett South Hall 1873-ban épült viktoriánus második birodalmi stílusban, és Kalifornia legrégebbi egyetemi épülete. Ez, valamint a Frederick Law Olmsted által tervezett, a fő kampusztól keletre fekvő Piedmont Avenue a tizenkilencedik századi kampusz két egyetlen fennmaradt példája. További neves építészek és irodák, akiknek munkái a campuson és környékén találhatók: Bernard Maybeck (Faculty Club); Julia Morgan (Hearst Women's Gymnasium és Julia Morgan Hall); William Wurster (Stern Hall); Moore Ruble Yudell (Haas School of Business); Tod Williams Billie Tsien Architects (C.V. Starr East Asian Library), és Diller Scofidio + Renfro (Berkeley Art Museum és Pacific Film Archive).

## Természeti adottságok
A fő kampuszba a Strawberry Creek két ága torkollik. A déli ág a Strawberry Canyon torkolatánál lévő rekreációs komplexum előtt egy víznyelőbe torkollik, majd a California Memorial Stadium alatt halad el, mielőtt újra megjelenik a Faculty Glade-ben. Ezután végigfut a campus közepén, mielőtt a campus nyugati végén eltűnik a föld alatt. Az északi elágazás közvetlenül az Egyetemi Háztól keletre jelenik meg, és a Valley Life Sciences Buildingtől északra lévő tisztáson, a Campus Arborétum eredeti helyén fut keresztül.
A területen található fák az egyetem alapításából származnak. Az egyetemen számos erdős terület található, többek között: A campus területén található többek között az Founders' Rock, a Faculty Glade, a Grinnell Natural Area és az Eukaliptusz liget, amely a világ legmagasabb ilyen faállománya és Észak-Amerika legmagasabb lombos faállománya. A campus a Hayward-törésen fekszik, amely közvetlenül a California Memorial Stadionon keresztül halad.

## Jelentős öregdiákok, oktatók és munkatársak
A Berkeley öregdiákjai, oktatói és munkatársai a legkülönfélébb területeken tűntek ki, köztük 114 Nobel-díjas (35 öregdiák), 25 Turing-díjas (11 öregdiák), 14 Fields-érmes, 28 Wolf-díjas, 103 MacArthur-ösztöndíjas (62 öregdiák), 30 Pulitzer-díjas, 19 Oscar-díjas, öt külföldi államfő, az Egyesült Államok és Kalifornia főbírája, 22 kabinet tagja, tíz állam kormányzója, számos kongresszusi tag, az Egyesült Államok fegyveres erőinek 36 tábornoka és zászlóstisztje, 40 milliárdos, valamint számos világhírű vállalat alapítója vagy társalapítója.

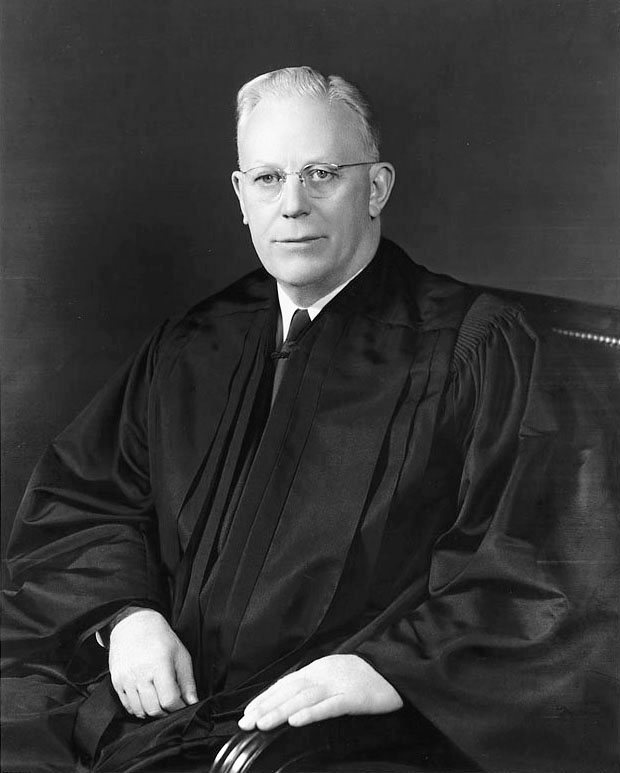
Earl Warren, BA 1912, JD 1914, az Egyesült Államok 14. főbírája, Kalifornia 30. kormányzója.
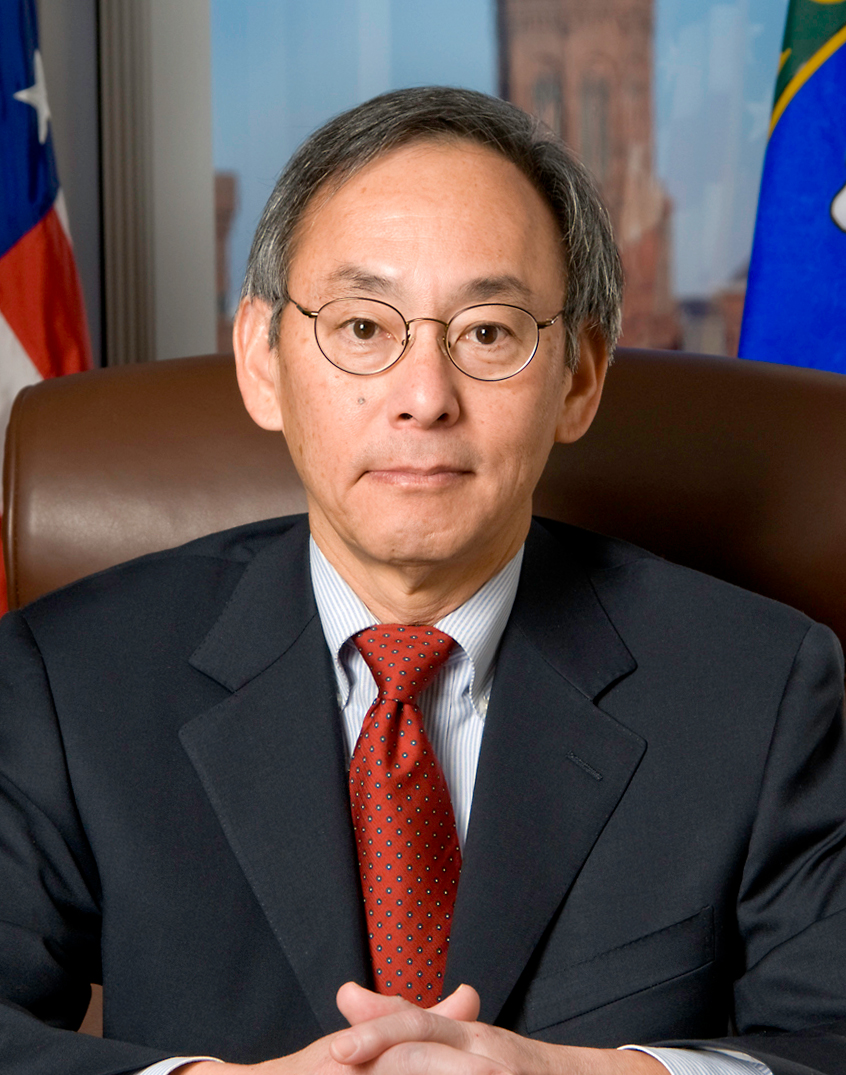
Steven Chu, PhD 1976, Nobel-díjas, 12. Egyesült Államok energiaügyi minisztere.
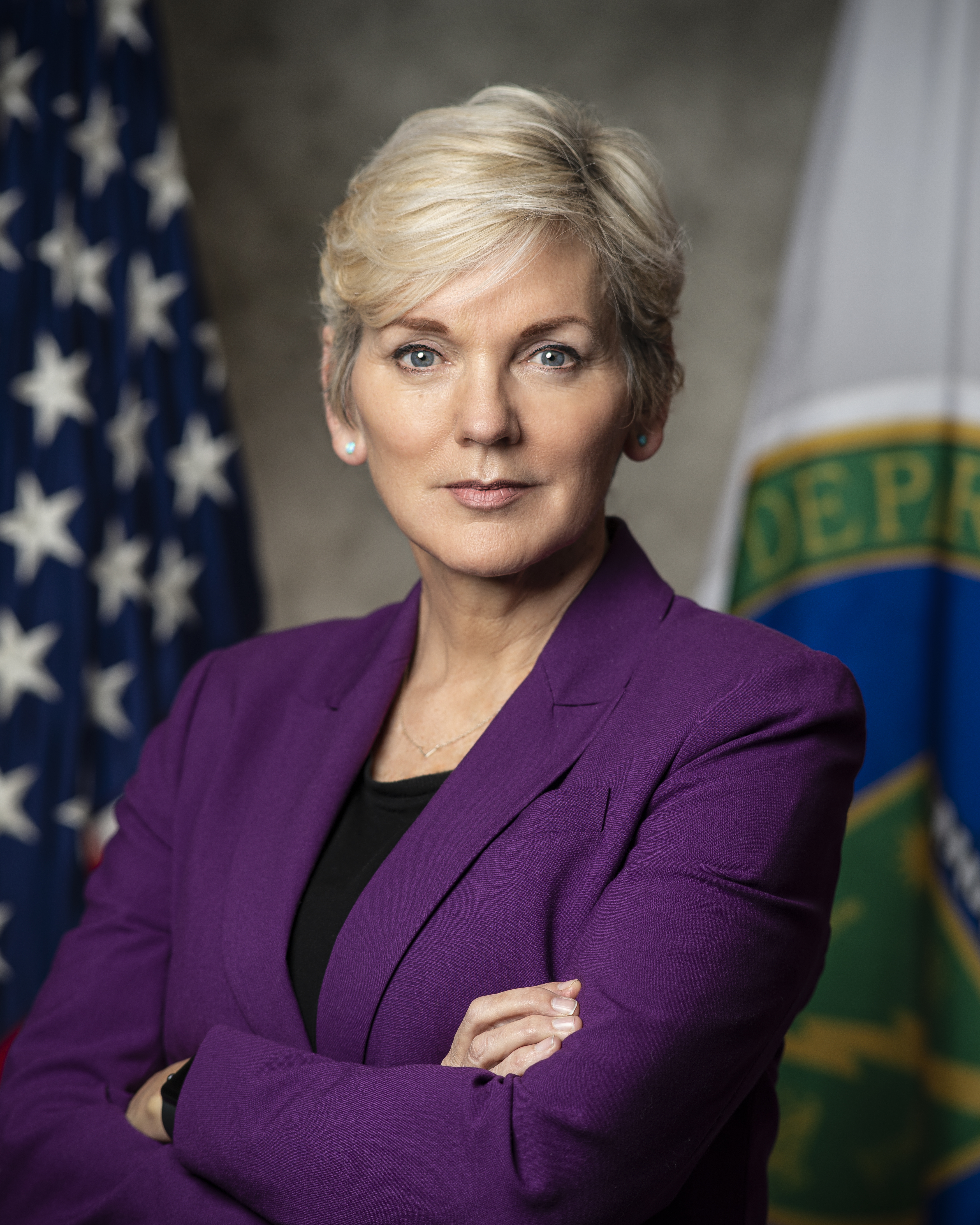
Jennifer Granholm, BA 1984, 16. Egyesült Államok energiaügyi minisztere, 47. Michigan állam kormányzója
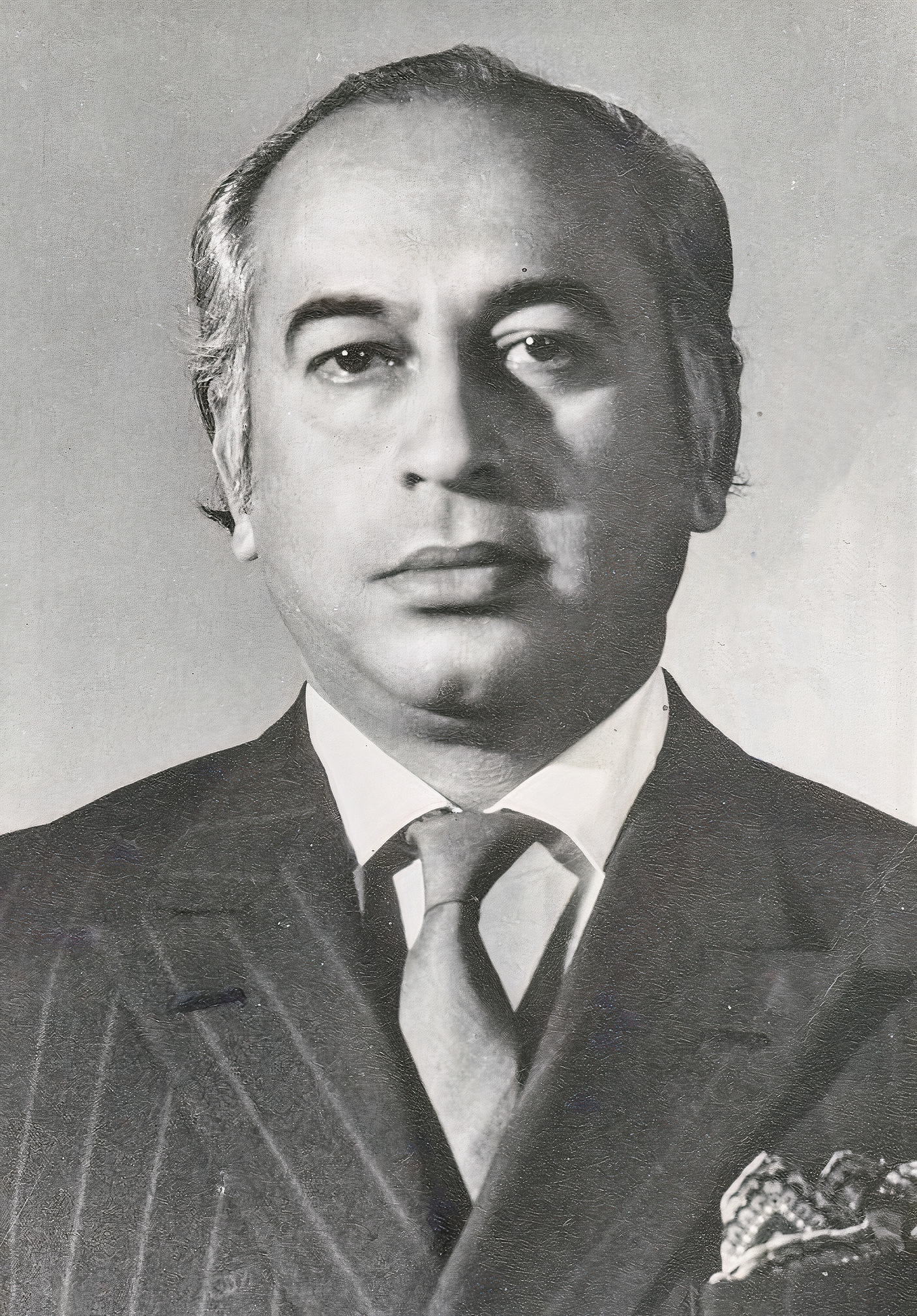
Zulfikar Ali Bhutto, BA 1950,[1] Pakisztán 4. elnöke, Pakisztán 9. miniszterelnöke.
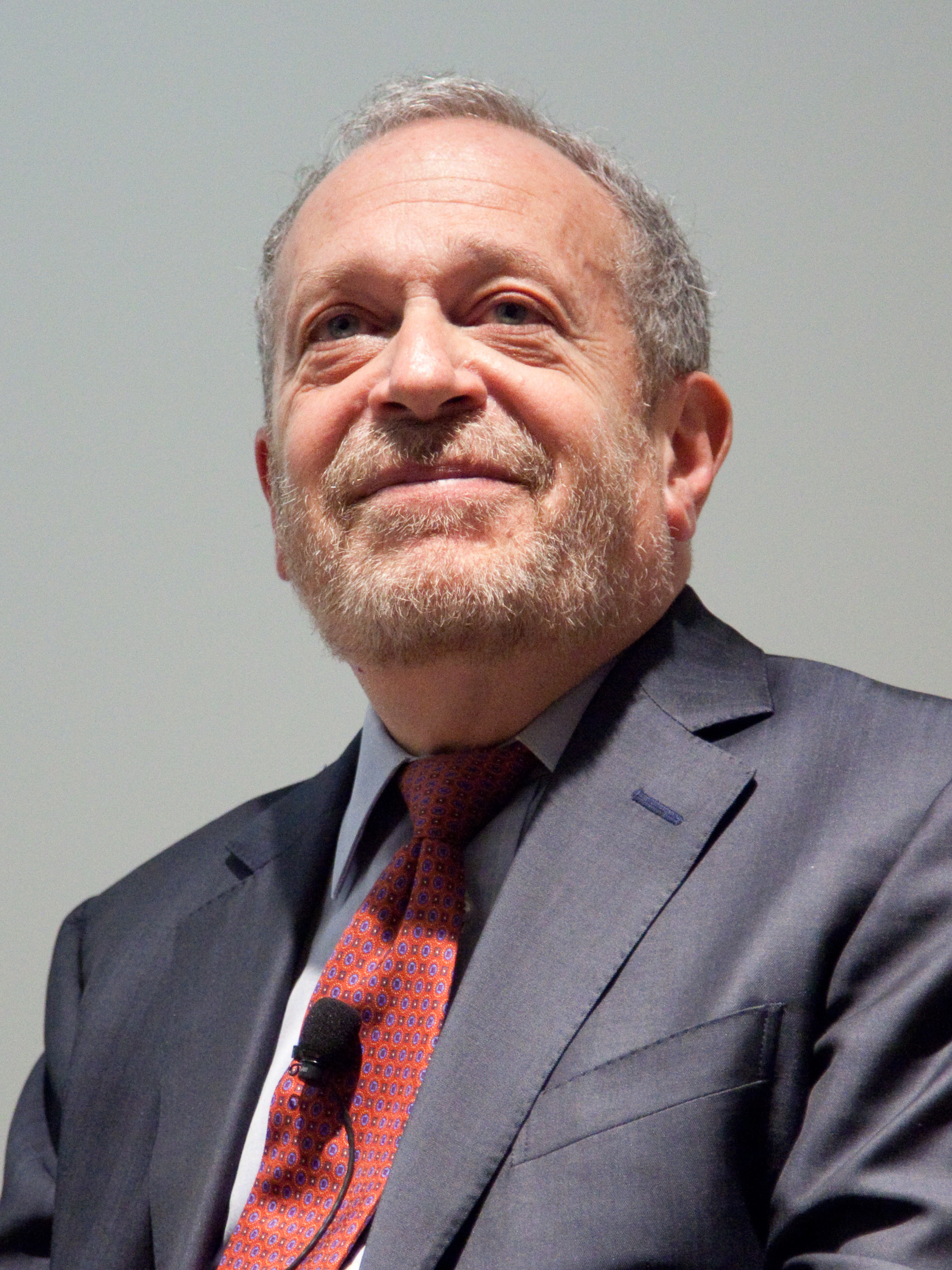
Robert Reich, a közpolitika professzora, 22. Egyesült Államok munkaügyi minisztere
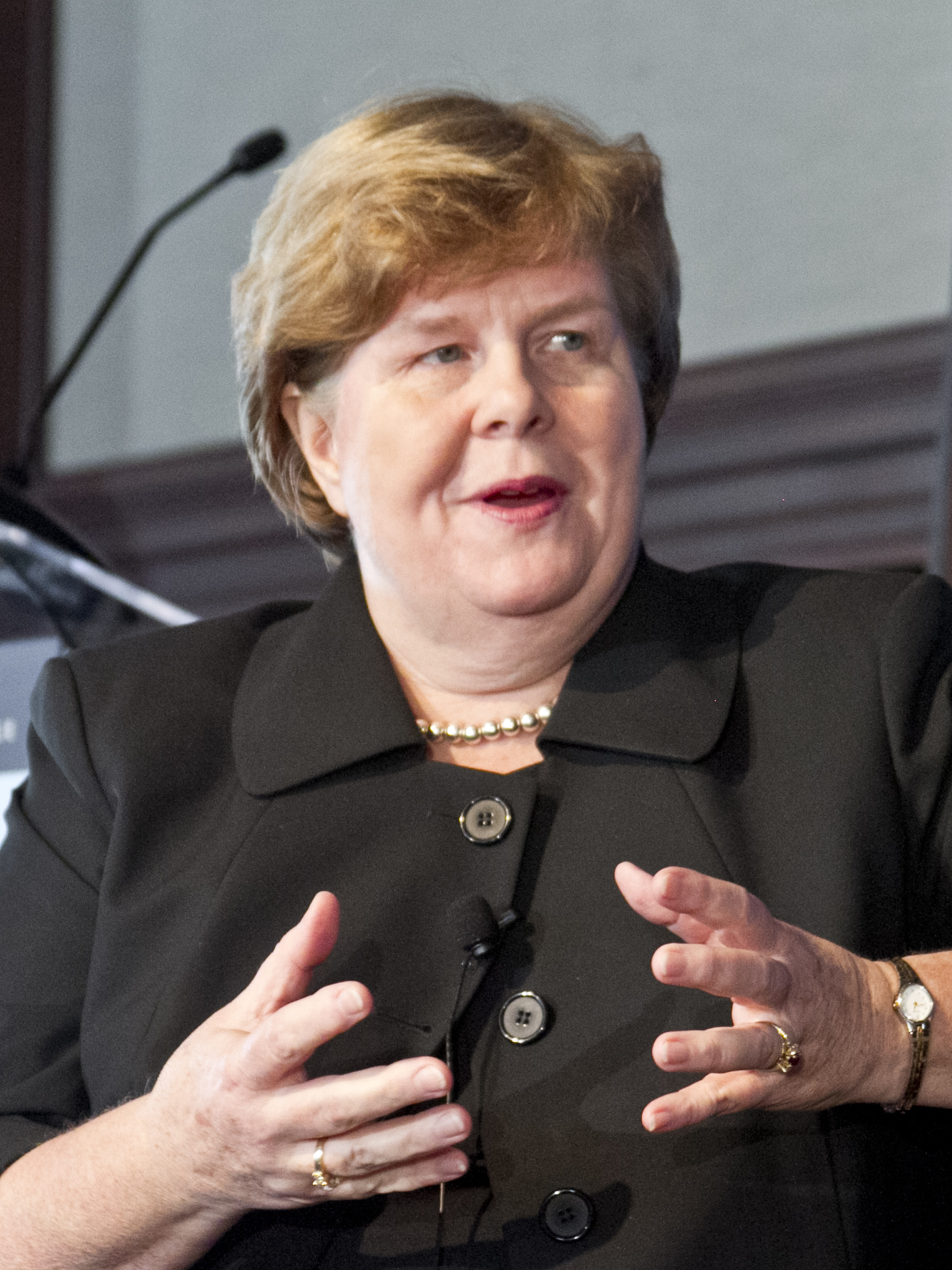
Christina Romer, közgazdászprofesszor, 25. az elnök gazdasági tanácsadói tanácsának elnöke
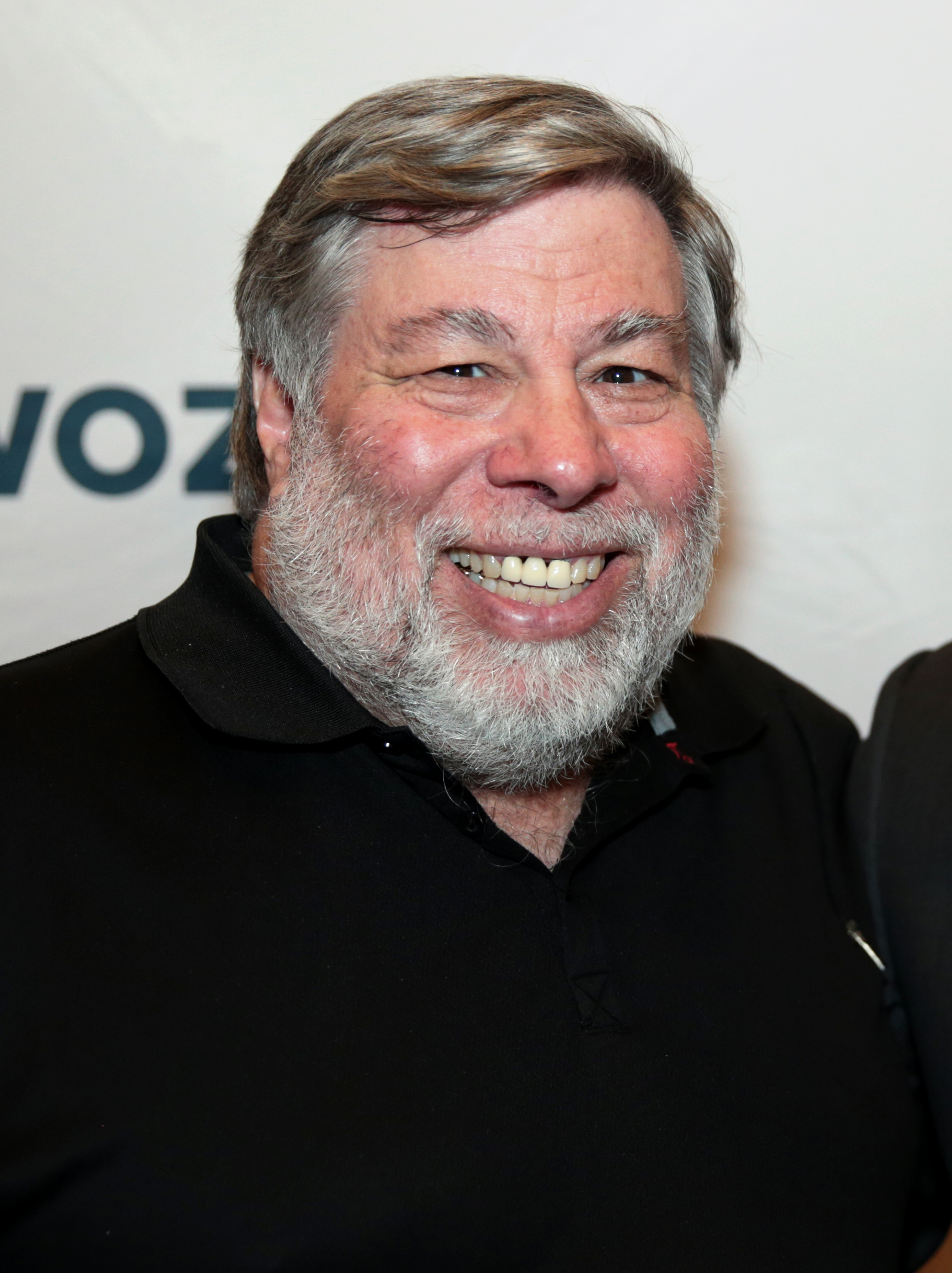
Steve Wozniak, BS 1986, az Apple Inc. társalapítója.
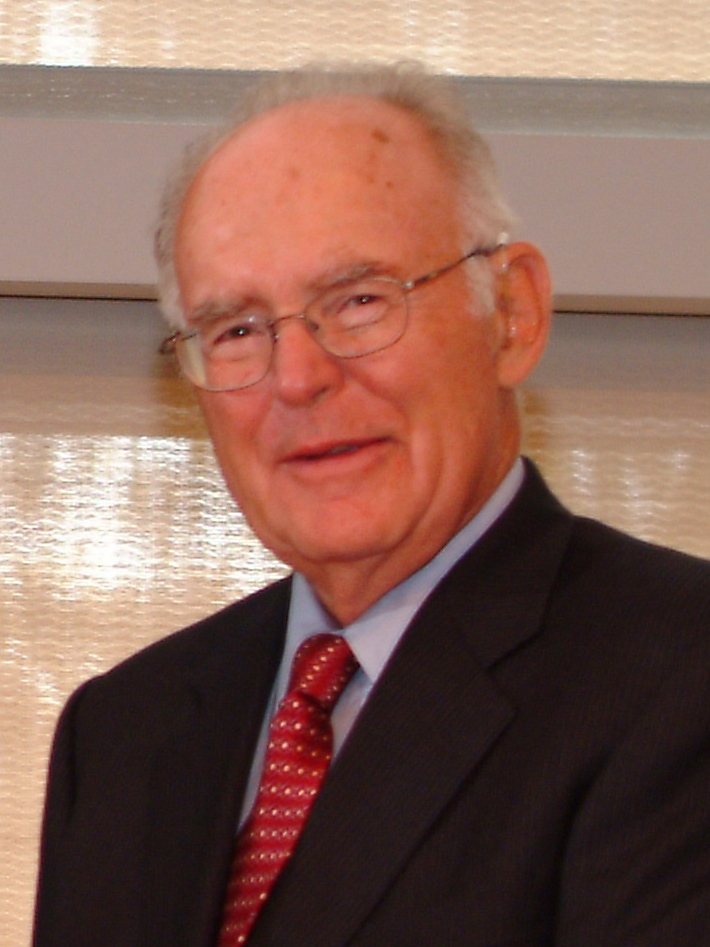
Gordon Moore, BS 1950, a félvezető vállalat, az Intel társalapítója.
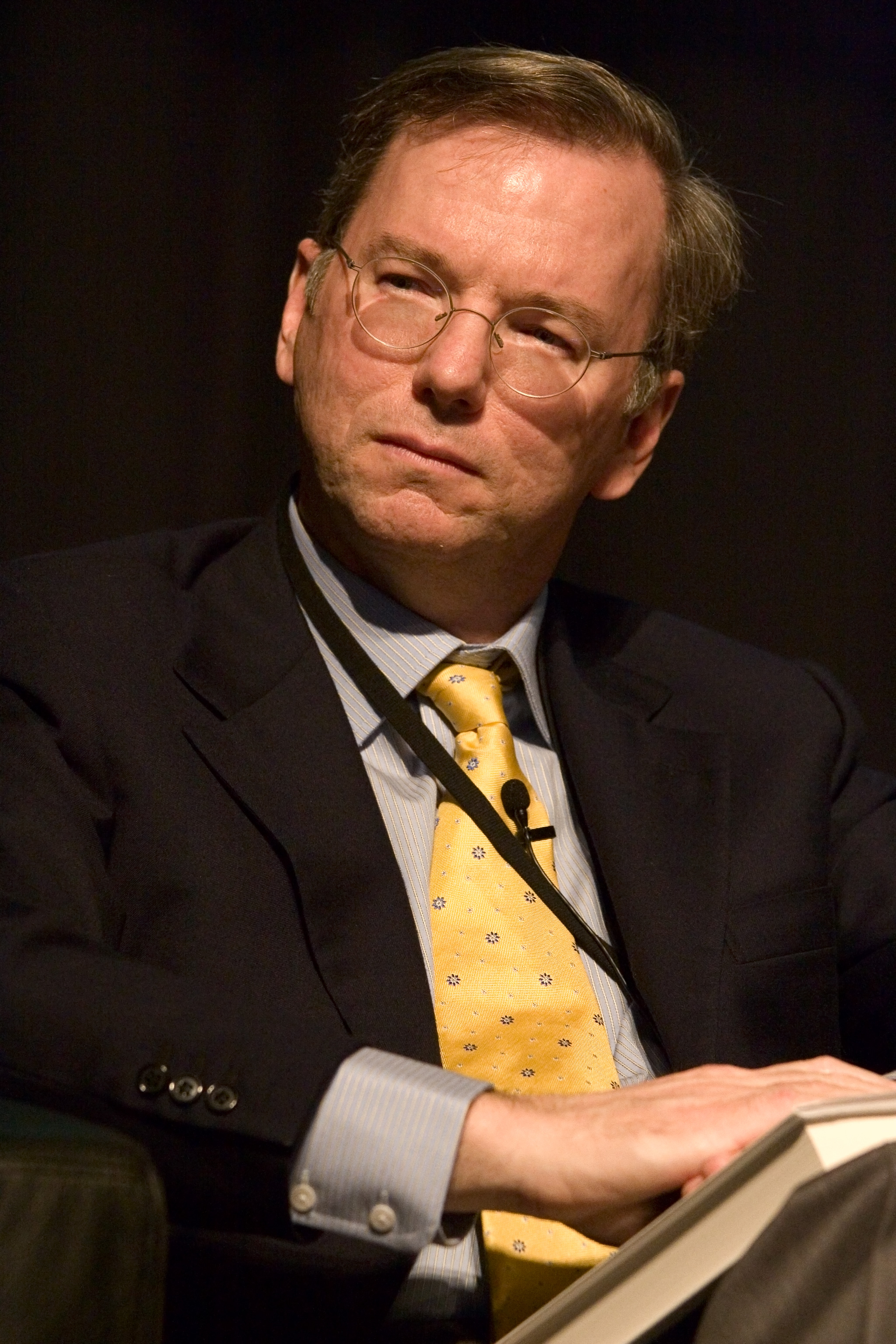
Eric Schmidt, MS 1979, PhD 1982, az Alphabet ügyvezető elnöke.
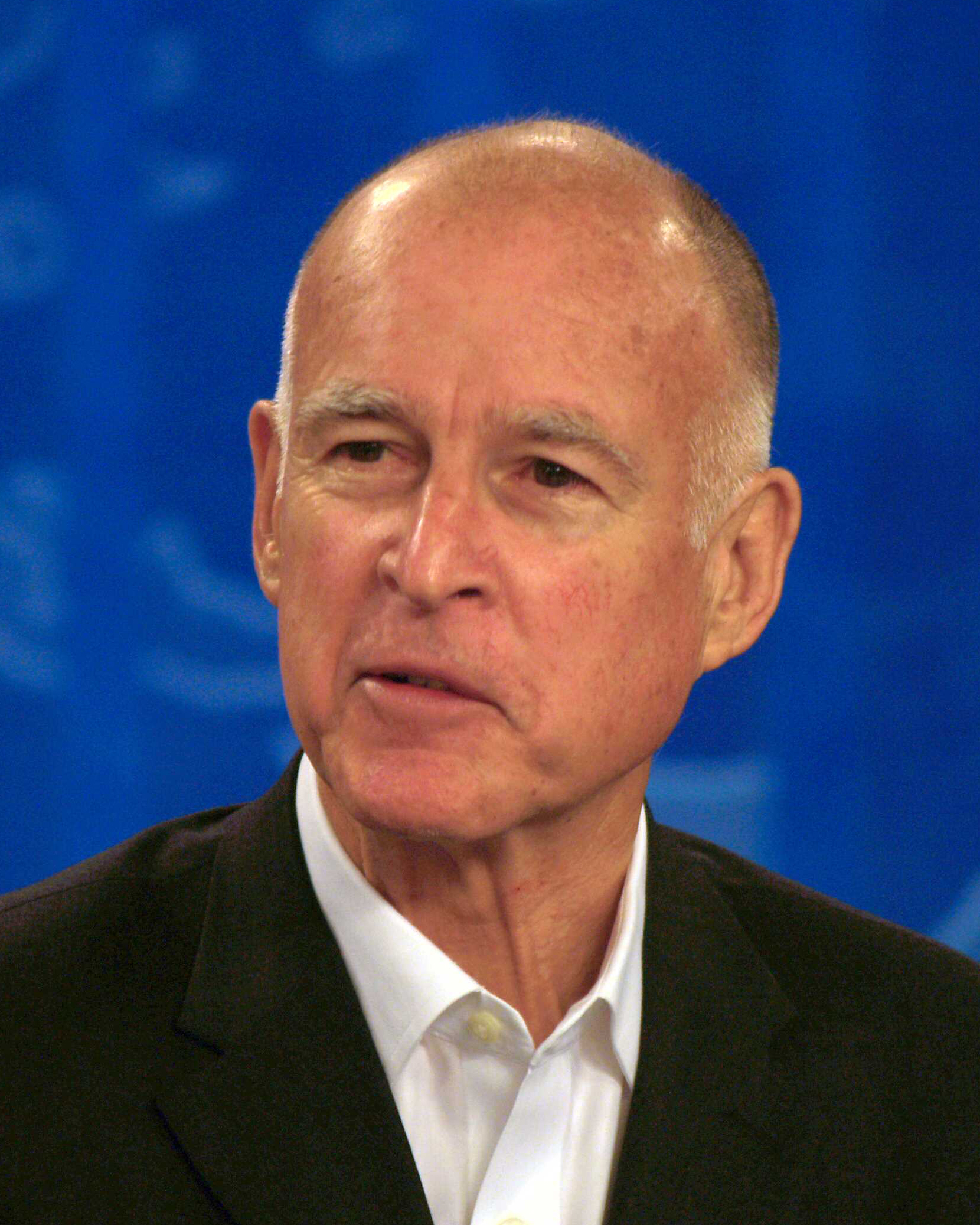
Edmund Gerald "Jerry" Brown, Jr, BA 1961, 34. és 39. Kalifornia kormányzója
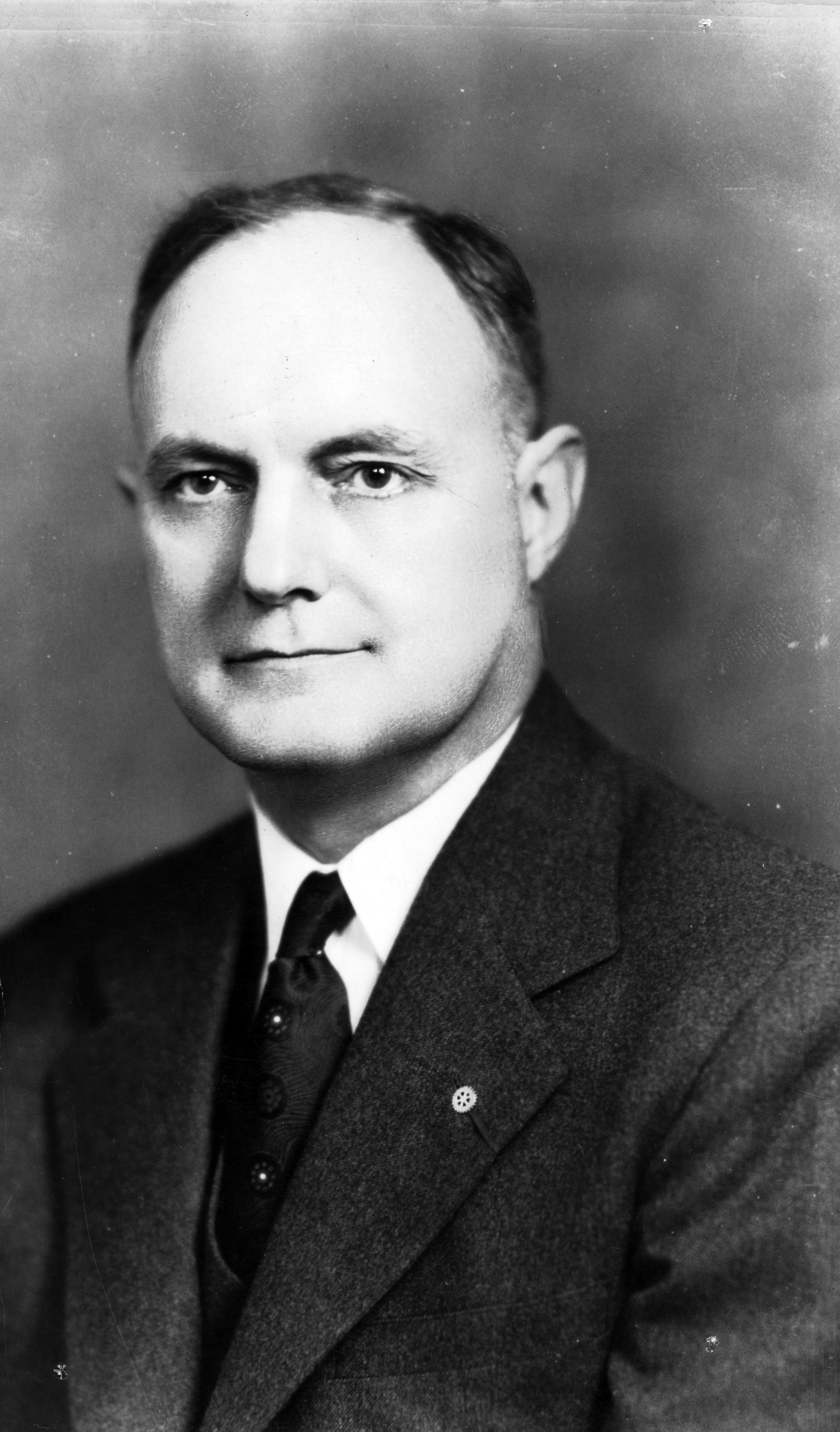
Blake R Van Leer, MS 1920, feltaláló, polgárjogi aktivista, a Georgia Tech elnöke.
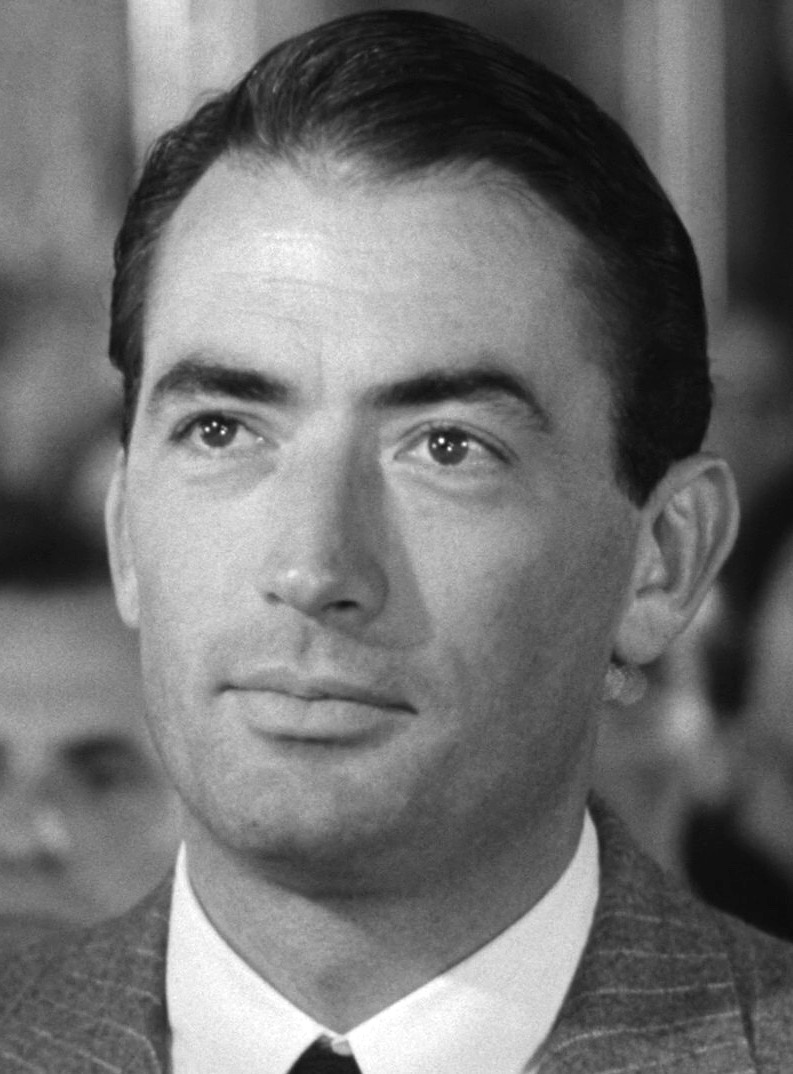
Gregory Peck, BA 1939, Oscar-díjas-díjas színész.
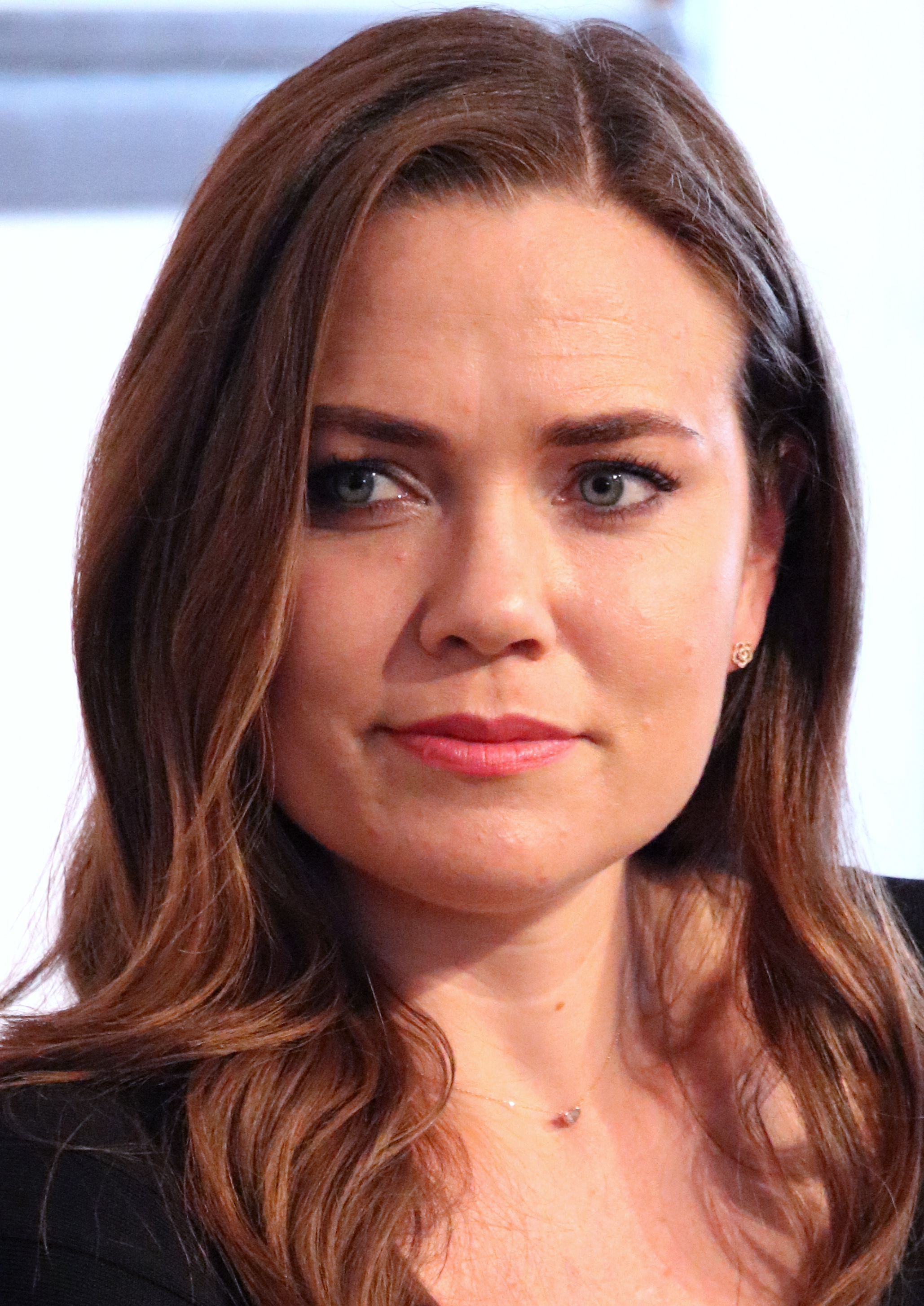
Natalie Coughlin, BA 2005, többszörös aranyérmes olimpiai úszó
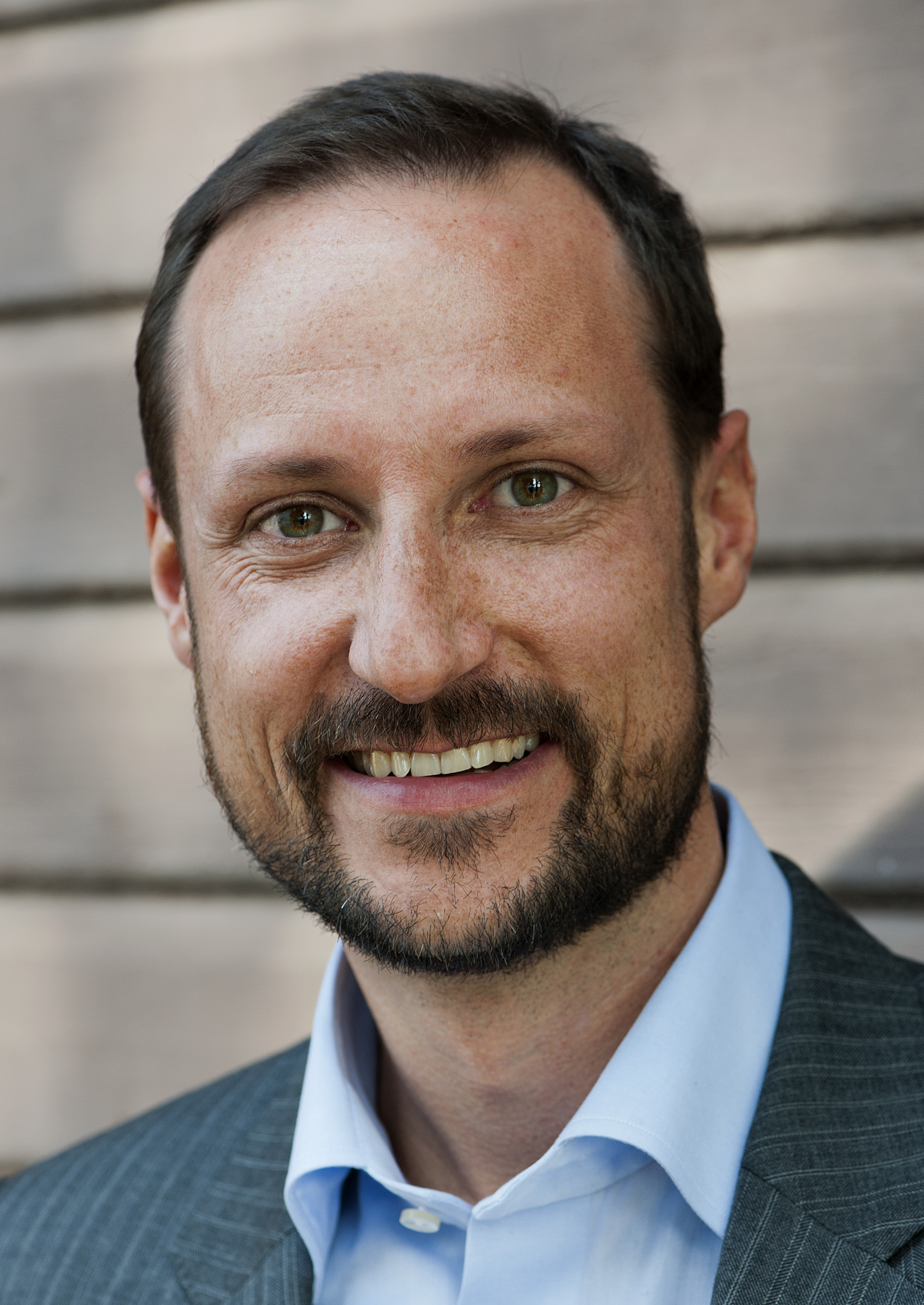
Haakon, Norvégia trónörököse, Norvégia trónörököse, BA 1999[2]".
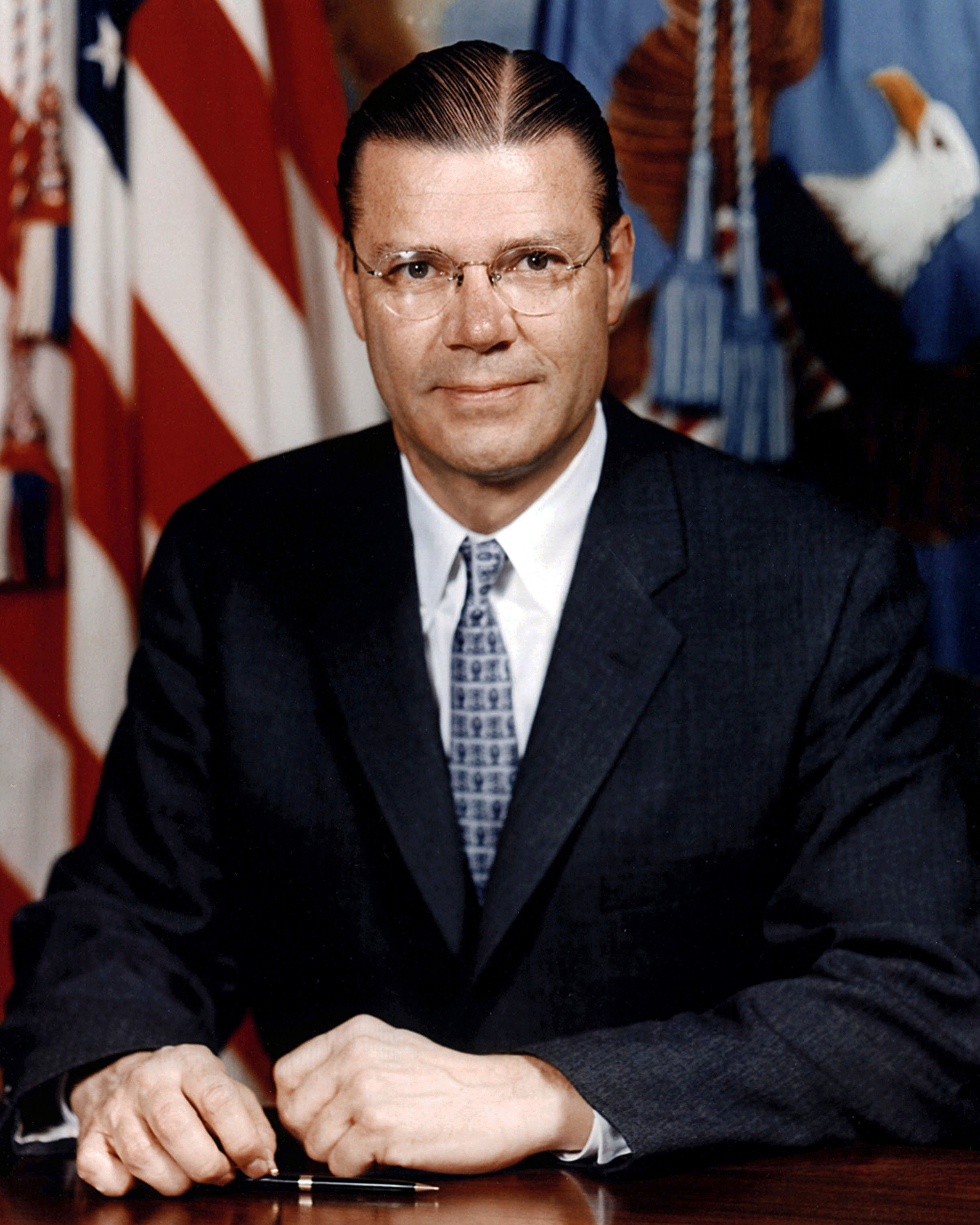
Robert McNamara, BA 1937, a Világbank 5. elnöke, 8. Egyesült Államok védelmi minisztere, a Ford Motor Company elnöke.
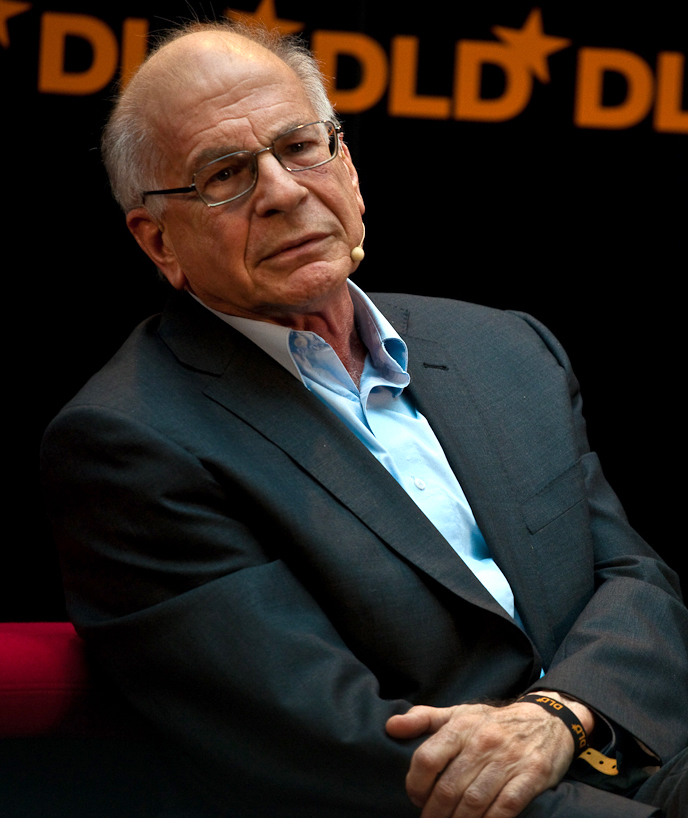
Daniel Kahneman, PhD 1961, 2002-ben közgazdasági Nobel-emlékdíjjal tüntették ki a prospektuselmélet területén végzett munkájáért.
Harold Urey, PhD 1923, Nobel-díjas, a deutérium felfedezője.

## Kar és személyzet
- Shiing-Shen Chern, a 20. század egyik vezető geométere, a neves Matematikai Tudományok Kutatóintézet társalapítója, és 1984-ig annak alapító igazgatója volt.
- J. Robert Oppenheimer fizikus a Manhattan Project tudományos igazgatója és a Berkeley Center for Theoretical Physics alapítója volt.
- A kar tagja Edward Teller volt (Stanislaw Ulammal együtt) a "hidrogénbomba atyja", aki fontos alapokat teremtett a Berkeley Űrtudományi Laboratóriumának létrehozásához.
- Ernest Lawrence, Nobel-díjas fizikus, aki Berkeleyben feltalálta a ciklotront, és megalapította a sugárzási laboratóriumot az egyetemen, amely később a Lawrence Berkeley Nemzeti Laboratórium lett.
- Gilbert N. Lewist, a Kémiai Főiskola korábbi dékánját 41 alkalommal jelölték kémiai Nobel-díjra. Számos Berkeley Nobel-díjas mentora volt, és hatással volt rájuk, köztük Harold Urey (1934-es Nobel-díj), William F. Giauque (1949-es Nobel-díj), Glenn T. Seaborg (1951-es Nobel-díj), Willard Libby (1960-as Nobel-díj) és Melvin Calvin (1961-es Nobel-díj).
- Glenn T. Seaborg, kémiai Nobel-díjas, aki 10 kémiai elemet fedezett fel vagy fedezett fel a Berkeleyben, és 1958 és 1961 között kancellár volt.
- Hans Albert Einstein, Albert Einstein elsőszülött fia, a vízépítés világelső tudósa, hosszú ideig a Berkeley karának tagja volt.
- Steven Chu (PhD 1976), az Egyesült Államok 12. energiaügyi minisztere és Nobel-díjas fizikus, 2004 és 2009 között a Berkeley Lab igazgatója volt.
- Janet Yellen, a Federal Reserve 15. elnöke és az Egyesült Államok 78. pénzügyminisztere, a Berkeley Haas School of Business és a Közgazdasági Tanszék emeritus professzora.

## Öregdiákok
A Berkeley öregdiákjai számos prominens kormányzati tisztséget töltöttek be, bel- és külföldön egyaránt, köztük az Egyesült Államok Legfelsőbb Bíróságának főbírája (Earl Warren, BA, JD); az Egyesült Államok igazságügyi minisztere (Edwin Meese III, JD); az Egyesült Államok külügyminisztere (Dean Rusk, LLB); az Egyesült Államok pénzügyminisztere (W. Michael Blumenthal, BA, és G. William Miller, JD); az Egyesült Államok védelmi minisztere (Robert McNamara, BS); az Egyesült Államok belügyminisztere (Franklin Knight Lane, 1887); az Egyesült Államok közlekedési és kereskedelmi minisztere (Norman Mineta, BS); az Egyesült Államok mezőgazdasági minisztere (Ann Veneman, MPP); nemzetbiztonsági tanácsadó (Robert C. O'Brien, JD); számos szövetségi bíró és az Egyesült Államok Kongresszusának tagja (jelenleg 10) és az Egyesült Államok külügyi szolgálatának tagja; Kalifornia (George C. Pardee; Hiram W. Johnson; Earl Warren, BA és LLB; Jerry Brown, BA; és Pete Wilson, JD), Michigan (Jennifer Granholm, BA) és az Egyesült Államok Virgin-szigetekének (Walter A. Gordon, BA); az Egyesült Államok hadseregének vezérkari főnöke (Frederick C. Weyand, 1938-as évfolyam); az Egyesült Államok hadseregének altábornagya (Jimmy Doolittle); az Egyesült Államok haditengerészetének ellentengernagya (Murry L. Royar, 1916-os évfolyam); az Egyesült Államok tengerészgyalogságának vezérőrnagya (Oliver Prince Smith); az Egyesült Államok tengerészgyalogságának dandártábornoka (Bertram A. Bone); a Központi Hírszerző Ügynökség igazgatója és az Atomenergia Bizottság elnöke (John A. McCone, BS); a Gazdasági Tanácsadói Tanács elnöke és tagjai (Michael Boskin, BA, PhD; Sandra Black, BA; Jesse Rothstein, PhD; Robert Seamans, PhD; Jay Shambaugh, PhD; James Stock, MA, PhD); a Szövetségi Tartalékrendszer elnöke (H. Robert Heller, PhD) és a Federal Reserve Bank of New York elnöke és vezérigazgatója (William Dudley, PhD); a SEC (Troy A. Paredes, BA) és az FCC (Rachelle Chong, BA) biztosai; és az Egyesült Államok sebész főorvosa (Kenneth P. Moritsugu, MPH).
A külföldi öregdiákok közé tartozik Kolumbia elnöke 1922-1926 (Pedro Nel Ospina Vázquez, BA, bányamérnöki szak); Mexikó elnöke (Francisco I. Madero, 1892-93); Pakisztán elnöke és miniszterelnöke; a Kínai Köztársaság miniszterelnöke (Sun Fo, BA); Costa Rica elnöke (Miguel Angel Rodriguez, MA, PhD); valamint az Egyesült Királyság (House of Lords, Lydia Dunn, bárónő, BS) és India (Rajya Sabha, a felsőház, Prithviraj Chavan, MS) parlamenti képviselői; Irán (Mohammad Javad Larijani, PhD); Nigéria tudományos és technológiai minisztere és Abia állam első ügyvezető kormányzója (Ogbonnaya Onu, PhD vegyészmérnök); Barbados brazíliai nagykövete (Tonika Sealy-Thompson).
Az öregdiákok számos nemzetek feletti tisztséget is betöltöttek, többek között a Világbank elnöke (Robert McNamara, BS); Spanyolország miniszterelnök-helyettese és a Nemzetközi Valutaalap ügyvezető igazgatója (Rodrigo Rato, MBA); az UNICEF ügyvezető igazgatója (Ann Veneman, MPP); az Európai Parlament tagja (Bruno Megret, MS); és a Világbíróság bírája (Joan Donoghue, JD).
Az öregdiákok jelentős mértékben hozzájárultak a tudományhoz. Néhányan az atomok és molekulák nagyon kicsi univerzumára összpontosították tanulmányaikat. A Nobel-díjas William F. Giauque (BS 1920, PhD 1922) a kémiai termodinamikát vizsgálta, a Nobel-díjas Willard Libby (BS 1931, PhD 1933) úttörő szerepet játszott a radiokarbonos kormeghatározásban, a Nobel-díjas Willis Lamb (BS 1934, PhD 1938) a hidrogén spektrumát vizsgálta, a Nobel-díjas Hamilton O. Smith (BA 1952) restrikciós enzimeket alkalmazott a molekuláris genetikában, a Nobel-díjas Robert Laughlin (BA matematika 1972) a tört kvantum-Hall-effektust vizsgálta, a Nobel-díjas Andrew Fire (BA matematika 1978) pedig segített felfedezni az RNS-interferenciát - a kettősszálú RNS általi géncsendítést. A Nobel-díjas Glenn T. Seaborg (PhD 1937) Albert Ghiorsóval (BS 1913) együttműködve 12 kémiai elemet fedezett fel, például az ameríciumot, a berkéliumot és a kaliforniumot. David Bohm (PhD 1943) felfedezte a Bohm-diffúziót. A Nobel-díjas Yuan T. Lee (PhD 1965) kifejlesztette a keresztezett molekulasugár technikát a kémiai reakciók tanulmányozására. Carol Greider (PhD 1987), a Johns Hopkins Egyetem Orvosi Karának molekuláris biológia és genetika professzora 2009-ben orvosi Nobel-díjat kapott a sejtek genetikai működésének egyik kulcsfontosságú mechanizmusának felfedezéséért, amely felismerés a rákkutatás új irányait inspirálta. Harvey Itano (BS 1942) áttörő munkát végzett a sarlósejtes vérszegénységgel kapcsolatban, amely az első olyan esetet jelentette, amikor egy betegséget molekuláris eredethez kötöttek. Bár ő volt a Berkeley Egyetem 1942-es évfolyamának búcsúztatója, az internálás miatt nem tudott részt venni a diplomaosztón. Narendra Karmarkar (PhD 1983) a Karmarkar algoritmus néven ismert belső pont módszer, a lineáris programozás polinomiális algoritmusa. A National Medal of Science-díjas Chien-Shiung Wu (PhD 1940), akit gyakran a "kínai Madame Curie"-ként emlegetnek, megcáfolta a paritás megőrzésének törvényét, amiért megkapta az első Wolf-díjat fizikában. Kary Mullis (PhD 1973) 1993-ban kémiai Nobel-díjat kapott a DNS-szekvenciák felerősítésére szolgáló polimeráz-láncreakció kifejlesztésében játszott szerepéért. Daniel Kahneman 2002-ben közgazdasági Nobel-emlékdíjat kapott a prospektuselmélet terén végzett munkájáért. Richard O. Buckius mérnök, gépészmérnöki alapképzés '72, mester '73, PhD '75, jelenleg a Nemzeti Tudományos Alapítvány operatív igazgatója. Edward P. Tryon (PhD 1967) az a fizikus, aki először állította, hogy világegyetemünk a vákuum kvantumfluktuációjából keletkezett.
John N. Bahcall (BS 1956) a Standard Napmodell és a Hubble űrteleszkóp kidolgozásán dolgozott, amiért megkapta a National Medal of Science kitüntetést. Peter Smith (BS 1969) a NASA Phoenix robotkutatójának vezetője és projektvezetője volt, amely először igazolta fizikailag a víz jelenlétét a Mars bolygón. James van Hoften (BS 1966), Margaret Rhea Seddon (BA 1970), Leroy Chiao (BS 1983) és Rex Walheim (BS 1984) űrhajósok a NASA űrrepülőgép-flottájával keringtek a Föld körül.
Az egyetemi hallgatók olyan cégeket alapítottak vagy alapítottak, mint az Apple Computer, Intel, LSI Logic The Gap, MySpace, PowerBar, Berkeley Systems, Bolt, Beranek and Newman (amely számos, az internetet meghatározó technológiát hozott létre), Chez Panisse, GrandCentral (ma Google Voice néven ismert), HTC Corporation, VIA Technologies, Marvell Technology Group, MoveOn.org, Opsware, RedOctane, Rimon Law P.C., SanDisk, Scharffen Berger Chocolate Maker, VMware és Zilog, míg a végzősök olyan cégek társalapítói voltak, mint a DHL, a KeyHole Inc (ma Google Earth néven ismert), a Sun Microsystems és a The Learning Company. A Berkeley öregdiákjai különböző technológiai vállalatokat vezettek, például az Electronic Arts, a Google, az Adobe Systems, a Softbank (Masayoshi Son) és a Qualcomm vállalatokat.
A Berkeley öregdiákjai számos kulcsfontosságú technológiát fejlesztettek ki a személyi számítógéphez és az internethez kapcsolódóan. A Unixot Ken Thompson (BS 1965, MS 1966) öregdiák hozta létre kollégájával, Dennis Ritchie-vel együtt. Olyan öregdiákok, mint L. Peter Deutsch (PhD 1973), Butler Lampson (PhD 1967) és Charles P. Thacker (BS 1967) együtt dolgoztak Ken Thompsonnal a Genie projekten, majd megalakították a balszerencsésen végződött, az Egyesült Államok Védelmi Minisztériumának finanszírozásával működő Berkeley Computer Corporationt (BCC), amely a háborúellenes tüntetők elkerülése érdekében a Berkeley kampuszon szétszórtan helyezkedett el nem ismert irodákban. Miután a BCC megbukott, Deutsch, Lampson és Thacker a Xerox PARC-hez csatlakozott, ahol számos úttörő számítógépes technológiát fejlesztettek ki, amelynek csúcspontja az Apple Macintosh-t inspiráló Xerox Alto volt. Az Alto különösen a Doug Engelbart (BEng 1952, PhD 1955) által feltalált számítógépes egeret használta. Thompson, Lampson, Engelbart és Thacker később mindannyian Turing-díjat kaptak. Szintén a Xerox PARC-nál dolgozott Ronald V. Schmidt (BS 1966, MS 1968, PhD 1971), aki úgy vált ismertté, mint "az ember, aki az Ethernetet a tömegekhez juttatta el". A Xerox PARC egy másik kutatója, Charles Simonyi (BS 1972) úttörője volt az első WYSIWIG szövegszerkesztő programnak, és Bill Gates személyesen toborozta, hogy csatlakozzon a Microsoft néven induló vállalathoz, és hozza létre a Microsoft Wordöt. Simonyi később az első ismétlődő űrturista lett, aki orosz Szojuz-rakétákon szállt fel, hogy a Föld körül keringő Nemzetközi Űrállomáson dolgozzon.
1977-ben az informatikai tanszék egyik végzős hallgatója, Bill Joy (MS 1982) összeállította az eredeti Berkeley Software Distributionet, közismert nevén a BSD Unixot. Joy, aki később a Sun Microsystems társalapítója lett, kifejlesztette a vi terminálkonzol-szerkesztő eredeti változatát is, míg Ken Arnold (BA 1985) megalkotta a Curses-t, a terminálvezérlő könyvtárat Unix-szerű rendszerekhez, amely lehetővé teszi a szöveges felhasználói felület (TUI) alkalmazások létrehozását. Joy mellett a Berkeley-n dolgozott William Jolitz (BS 1997) és későbbi felesége, Lynne Jolitz (BA 1989), akik együtt hozták létre a 386BSD-t, a BSD Unix Intel CPU-kon futó változatát, amelyből a BSD szabad operációs rendszerek családja és az Apple Mac OS X alapjául szolgáló Darwin operációs rendszer fejlődött ki. Eric Allman (BS 1977, MS 1980) hozta létre a SendMail-t, egy Unix levélátviteli ügynököt, amely a világ e-mailjeinek mintegy 12 százalékát kézbesíti.
A Soda Hallban működő XCF, egy egyetemi kutatócsoport, számos figyelemre méltó szoftverprojektért felelős, köztük a GTK+ (Peter Mattis, BS 1997), a GIMP (Spencer Kimball, BS 1996) és a Morris féreg első diagnózisa. 1992-ben Pei-Yuan Wei, az XCF egyetemi hallgatója alkotta meg a ViolaWWW-t, az egyik első grafikus webböngészőt. A ViolaWWW volt az első olyan böngésző, amely beágyazott szkriptelhető objektumokat, stíluslapokat és táblázatokat tartalmazott. A nyílt forráskód szellemében a Sun Microsystemsnek adományozta a kódot, inspirálva a Java appleteket( Kim Polese (BS 1984) a Sun Microsystemsnél a Java eredeti termékmenedzsere volt.). A ViolaWWW a National Center for Supercomputing Applications kutatóit is inspirálta a Mosaic webböngésző megalkotására, egy úttörő webböngészőre, amelyből a Microsoft Internet Explorer lett.
Az öregdiákok együttesen legalább huszonöt Pulitzer-díjat nyertek. A Pulitzer-díjas újságíró Marguerite Higgins (BA 1941) úttörő női haditudósító volt, aki a második világháborúról, a koreai háborúról és a vietnami háborúról tudósított. Robert Penn Warren regényíró (MA 1927) három Pulitzer-díjat nyert, köztük egyet az All the King's Men (A király emberei) című regényéért, amelyből később Oscar-díjas film is készült. A Pulitzer-díjas rajzoló, Rube Goldberg (BS 1904) feltalálta a Rube Goldberg-gépek néven ismert, komikusan bonyolult - de végül triviális - szerkezeteket. Alexandra Berzon újságíró (MA 2006) 2009-ben Pulitzer-díjat kapott, Matt Richtel újságíró (BA 1989) pedig, aki "Theron Heir" álnéven a Rudy Park című képregénysorozat társszerzője is, 2010-ben elnyerte a Pulitzer-díjat az országos riportműsorokért. A Pulitzer-díjas történész, Leon Litwack (BA 1951, PhD 1958) 43 éven át tanított a UC Berkeley professzoraként; a UC Berkeley három másik professzora is Pulitzer-díjat kapott. Susan Rasky öregdiák és professzor 1991-ben elnyerte a Polk-díjat újságírásért. Viet Thanh Nguyen (PhD 1997), az USC professzora és a Berkeley öregdiákja, Viet Thanh Nguyen (PhD 1997) első regénye, a The Sympathizer 2016-ban elnyerte a Pulitzer-díjat szépirodalomért.
Az öregdiákok olyan regényeket és forgatókönyveket is írtak, amelyek Oscar-díjas tehetségeket vonzottak, köztük A vadon hívása szerzőjét, Jack Londont. Irving Stone (BA 1923) írta a Lust for Life című regényt, amelyből később Oscar-díjas film is készült, Kirk Douglas főszereplésével, Vincent van Gogh szerepében. Stone írta Az agónia és eksztázis című regényt is, amelyből később azonos című film készült, és amelynek főszerepében az Oscar-díjas Charlton Heston alakította Michelangelót. Mona Simpson (BA 1979) írta az Anywhere But Here című regényt, amelyből később azonos című film is készült, Susan Sarandon Oscar-díjas színésznő főszereplésével. Terry McMillan (BA 1986) írta a How Stella Got Her Groove Back című regényt, amelyből később azonos című film is készült, Angela Bassett Oscar-jelölt színésznő főszereplésével. Randi Mayem Singer (BA 1979) írta a Mrs. Doubtfire forgatókönyvét, amelynek főszereplői az Oscar-díjas Robin Williams és az Oscar-díjas Sally Field voltak. Audrey Wells (BA 1981) írta a The Truth About Cats & Dogs című film forgatókönyvét, amelynek főszerepében az Oscar-jelölt színésznő, Uma Thurman látható. James Schamus (BA 1982, MA 1987, PhD 2003) az Oscar-díjas rendezővel, Ang Lee-vel dolgozott együtt a forgatókönyveken a Tigris és sárkány rejtekében és a Brokeback Mountain című Oscar-díjas filmekben.
Az öregdiákok együttesen legalább 20 Oscar-díjat nyertek. Gregory Peck (BA 1939), akit pályafutása során négy Oscar-díjra jelöltek, a To Kill a Mockingbird című filmben nyújtott alakításáért Oscar-díjat nyert. Chris Innis (BA 1991) a 2010-es Oscar-díjat filmvágásért nyerte el a legjobb film, a The Hurt Locker című alkotáson végzett munkájáért. Walter Plunkett (BA 1923) Oscar-díjat kapott jelmeztervezésért (az Egy amerikai Párizsban című filmért). Freida Lee Mock (BA 1961) és Charles H. Ferguson (BA 1978) egy-egy Oscar-díjat nyert dokumentumfilmek készítéséért. Mark Berger (BA 1964) négy Oscar-díjat nyert hangkeverésért, és a Berkeley Egyetem adjunktusa. Edith Head (BA 1918), akit pályafutása során 34 Oscar-díjra jelöltek, nyolc Oscar-díjat nyert jelmeztervezésért. Joe Letteri (BA 1981) négy Oscart nyert a legjobb vizuális effektekért James Cameron Avatar című filmjében, valamint Peter Jackson King Kong, A két torony és A király visszatér című filmjeiben.
Az öregdiákok együttesen legalább 25 Emmy-díjat nyertek: Jon Else (BA 1968) operatőri munkáért; Andrew Schneider (BA 1973) forgatókönyvírói munkáért; Linda Schacht (BA 1966, MA 1981), két díjat kapott műsorújságírásért; Christine Chen (kettős BA 1990), két díjat kapott műsorújságírásért; Kristen Sze (BA), két díjat kapott műsorújságírásért; Kathy Baker (BA 1977), három díjat kapott színészetért; Ken Milnes (BS 1977), négy díjat kapott műsortechnikaért; és Leroy Sievers (BA), tizenkettőt produkciós munkáért. Elisabeth Leamy 13 Emmy-díjat kapott.
Az öregdiákok olyan klasszikus televíziós sorozatokban játszottak, amelyeket ma is sugároznak a televízióban. Karen Grassle (BA 1965) játszotta Caroline Ingalls anyját a Kis ház a prérin című sorozatban, Jerry Mathers (BA 1974) a Hagyd a hódot, hogy a hód legyen a sztár, Roxann Dawson (BA 1980) pedig B'Elanna Torrest alakította a Star Trek: Voyagerben.
Korábbi egyetemi hallgatók is részt vettek a kortárs zeneiparban, mint például Phil Lesh, a Grateful Dead basszusgitárosa, Stewart Copeland, a Police dobosa, Jann Wenner, a Rolling Stone magazin alapítója, Susanna Hoffs, a The Bangles énekesnője (BA 1980), Adam Duritz, a Counting Crows énekese, Giraffage elektronikus zenei producer, Suchin Pak, az MTV tudósítója (BA 1997), Davey Havok és Jade Puget, az AFI zenészei (BA 1996), valamint Marié Digby (Say It Again) szólóénekes. A People Magazine a Third Eye Blind énekesét és dalszerzőjét, Stephan Jenkins-t (BA 1987) felvette a magazin 50 legszebb emberének listájára.
Az öregdiákok a sport világában is részt vettek. A teniszező Helen Wills Moody (BA 1925) 31 Grand Slam-győzelmet szerzett, köztük nyolc egyéni címet Wimbledonban. Tarik Glenn (BA 1999) Super Bowl XLI bajnok, Mitchell Schwartz (2011) pedig All-Pro NFL támadójátékos. Michele Tafoya (BA 1988) az ABC Sports és az ESPN sportriportere. Leigh Steinberg ( BA 1970, JD 1973) sportügynök olyan profi sportolókat képviselt, mint Steve Young, Troy Aikman és Oscar De La Hoya; Steinberget nevezték az Oscar-díjas Jerry Maguire című film címszereplőjének (akit Tom Cruise alakít) valódi ihletőjének. Matt Biondi (BA 1988) nyolc olimpiai aranyérmet nyert úszó pályafutása során, amelyben három különböző olimpián vett részt. A 2008-as pekingi olimpián Natalie Coughlin (BA 2005) lett az első amerikai sportoló a modern olimpiák történetében, aki hat érmet nyert egy olimpián.
A Berkeley öregdiákjai - gyakran nagylelkű jótevők - már régóta a milliárdosok között vannak, és az ő nagylelkűségükből származik a campus számos névadó iskolája, pavilonja, központja, intézete és csarnoka, és néhány prominens közülük J. Paul Getty, Ann Getty, Sanford Diller és Helen Diller, Donald Fisher, Flora Lamson Hewlett, David Schwartz (Bio-Rad) és a Haas család tagjai (Walter A. Haas, Rhoda Haas Goldman, Walter A. Haas Jr., Walter A. Haas, Peter E. Haas, Bob Haas), Hearst és Bechtel családok. Legalább 30 élő öregdiák milliárdos van: Gordon Moore (az Intel alapítója), James Harris Simons (Renaissance Technologies), Masayoshi Son (SoftBank), Jon Stryker (Stryker Medical Equipment), Eric Schmidt (a Google korábbi elnöke) és Wendy Schmidt, Michael Milken, Bassam Alghanim, Kutayba Alghanim, Charles Simonyi (Microsoft), Cher Wang (HTC), Robert Haas (Levi Strauss & Co.), Carlos Rodriguez-Pastor (Interbank, Peru), Fayez Sarofim, Daniel S. Loeb, Paul Merage, David Hindawi, Orion Hindawi, Bill Joy (Sun Microsystems alapítója), Victor Koo, Tony Xu (DoorDash ételkiszállító cég), Lowell Milken, Nathaniel Simons és Laura Baxter-Simons, Elizabeth Simons és Mark Heising, Oleg Tinkov, Liong Tek Kwee (BS 1968), Liong Seen Kwee (BS 1974) és Alice Schwartz.

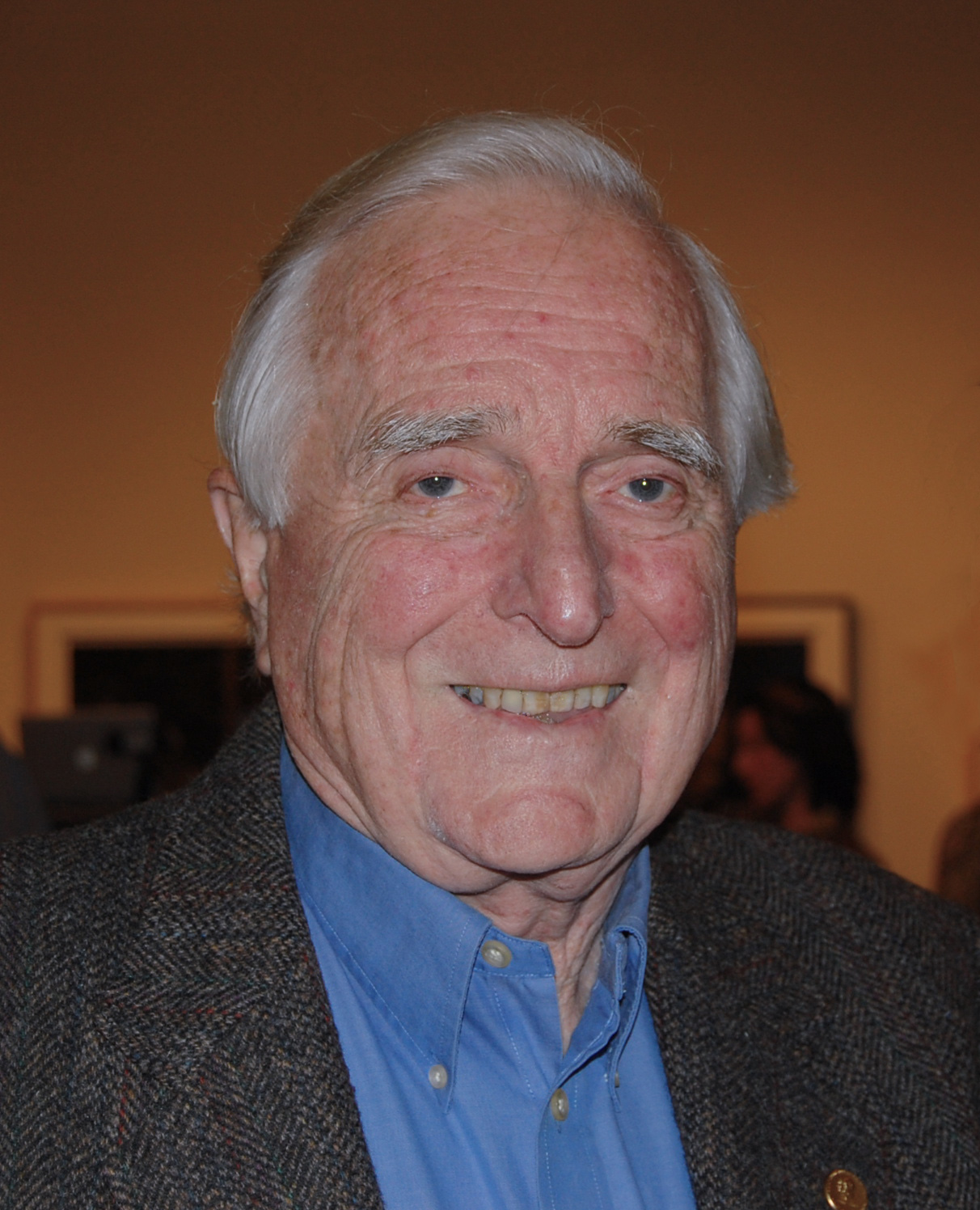
A számítógépes egér feltalálója a Turing-díjas Doug Engelbart, BEng 1952, PhD 1955.
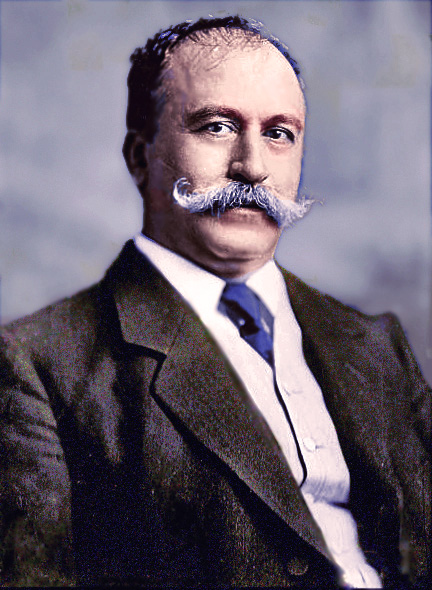
Kolumbia elnöke, Pedro Nel Ospina Vázquez
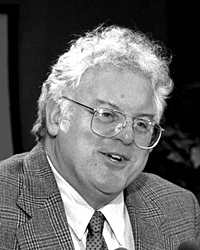
Robert Laughlin, BA 1972, Nobel-díjas Nobel-díjas
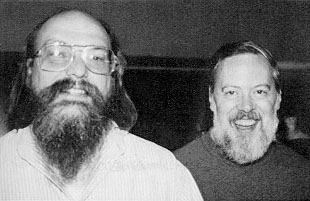
Turing-díjjal kitüntetett Ken Thompson (balra), BS 1965, MS 1966, és díjazott társa és kollégája Dennis Ritchie (jobbra), együtt alkották meg a Unix-ot
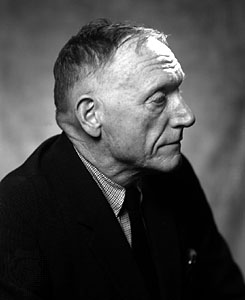
Robert Penn Warren, MA 1927 - regényíró és költő, aki háromszor kapta meg a Pulitzer-díjat
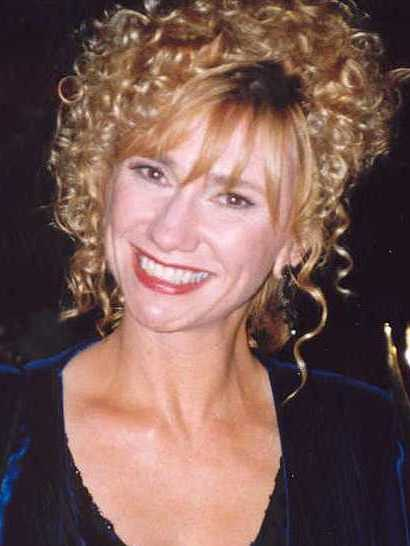
Emmy és Golden Globe-díj-nyertes színésznő Kathy Baker, BA 1977

## Fordítás
Ez a szócikk részben vagy egészben  az   University of California, Berkeley című angol Wikipédia-szócikk ezen változatának fordításán alapul.  Az eredeti cikk szerkesztőit annak laptörténete sorolja fel. Ez a jelzés csupán a megfogalmazás eredetét és a szerzői jogokat jelzi, nem szolgál a cikkben szereplő információk forrásmegjelöléseként.